# ロンドン
ロンドン（London [ˈlʌndən] ( 音声ファイル)）は、イギリスおよびこれを構成するイングランドの首都。イングランドの9つの地域（リージョン）のひとつ。
イギリスやヨーロッパ域内で最大の都市圏を形成している。ロンドンはテムズ川河畔に位置し、2000年前のローマ帝国によるロンディニウム創建が都市の起源である。ロンディニウム当時の街の中心部は、現在のシティ・オブ・ロンドン（シティ）に相当する地域にあった。シティの市街壁内の面積は約1平方マイル（2.6km2）あり、中世以来その範囲はほぼ変わっていない。少なくとも19世紀以降、「ロンドン」の名称はシティの市街壁を越えて開発が進んだシティ周辺地域をも含めて用いられている。ロンドンでは市街地の大部分がコナベーションにより形成されている。
グレーター・ロンドンでは選挙で選出されたロンドン市長とロンドン議会により統治が行われ、域内はシティ・オブ・ロンドンと32のロンドン特別区から成る。

## 概説

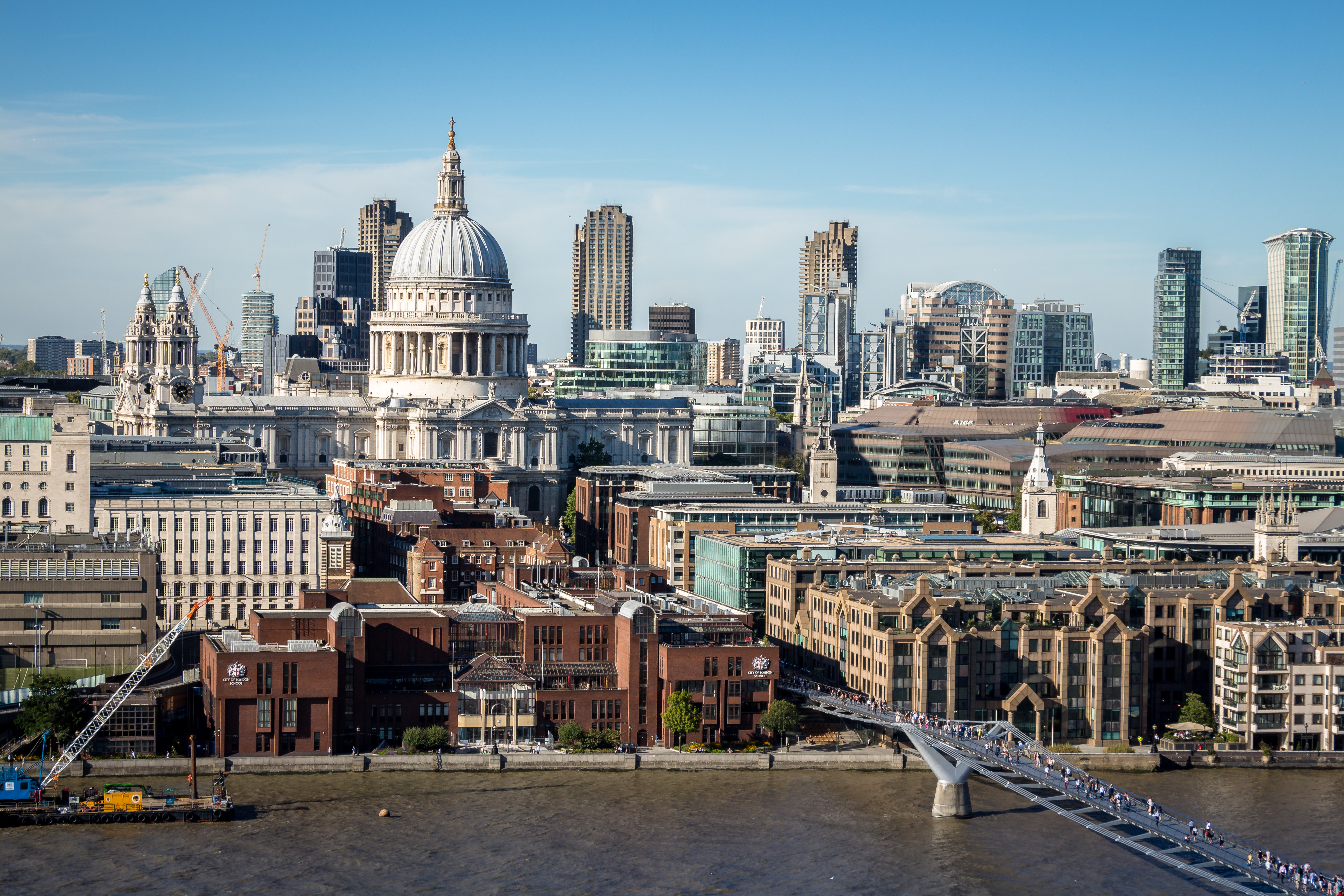
テート・モダンから見た都心のシティ・オブ・ロンドンにあるセント・ポール大聖堂

ロンドンは最高水準の世界都市として、芸術、商業、教育、娯楽、ファッション、金融、ヘルスケア、メディア、専門サービス、調査開発、観光、交通といった広範囲にわたる分野において強い影響力があり「世界一革新的な都市」と呼ばれることもある。また、ニューヨークと並び世界をリードする金融センターでもあり、2014年時点の域内総生産は世界第5位で、欧州域内では最大である。世界的な文化の中心でもある。ロンドンは世界でもっとも来訪者の多い都市であり、単一の都市圏としては世界でもっとも航空旅客数が多い。欧州ではもっとも高等教育機関が集積する都市であり、ロンドンには大学が43校ある。2012年のオリンピック開催にともない、1908年、1948年に次ぐ3度目のオリンピック開催となり、同一都市としては史上最多となった。なお、中止された1944年大会もロンドンで開催される予定であった。
ロンドンは文化的な多様性があり、300以上の言語が使われている。2011年3月時点のロンドンの公式の人口は817万4,100人であり、欧州の市域人口では最大で、イギリス国内の全人口の12.7パーセントを占めている。グレーター・ロンドンの都市的地域は、パリの都市的地域に次いで欧州域内で第2位となる827万8,251人の人口を有し、ロンドンの都市圏の人口は1,200万人から1,400万人に達し、欧州域内では最大である。ロンドンは1831年から1925年にかけて、世界最大の人口を擁する都市であった。2012年にマスターカードが公表した統計によると、ロンドンは世界でもっとも外国人旅行者が訪れる都市である。
イギリスの首都とされているが、他国の多くの首都と同様、ロンドンの首都としての地位を明示した文書は存在しない。

## 地名
「ロンドン」の語源ははっきりとしていない。古代の名称はその典拠が2世紀からのものに見られる。121年にロンディニウムの記録があり、ローマ・ブリトン文化が起源である。最初期の説は今日では軽視されているジェフリー・オブ・モンマスのブリタニア列王史である。名称の説の一つにルッドから仮定されるもので、主張によればこの王が街を占領しKaerludと名付けたとしている。
1898年以降は「Londinosと呼ばれる男の所有する土地」を意味するケルト語に語源を求めるのが一般的であったが、この説は否定されている。1998年、言語学者のリチャード・コーツは古ケルト語の(p)lowonidaを語源とする説を提示した。(p)lowonidaとは、「渡るには幅が広すぎる川」を意味し、ロンドンを東西に貫通するテムズ川を指すものとして提案されている。ケルト語の形でLowonidonjonとなり、これが集落名になったとした。しかしながら、この説は大きな修正を必要とした。可能性としてウェールズ語の名称が英語から借用されたものに戻り、基礎から元の名称を再構築して使用することが困難であるという可能性も排除できない。
1889年まで"London"の名称は公式にはシティ・オブ・ロンドンにのみ適用されていたが、カウンティ・オブ・ロンドンを表すものとなり、現在ではグレーター・ロンドンを表すものとなっている。
漢字表記は「倫敦」が用いられるが、明治期前後には「龍動」と記載した例もある。現代中国語をピンイン式でアルファベット表記すると、倫敦は「lundun」で、龍動は「longdong」となる。龍動と表記したのは、清国から伝わった外来表記であった可能性がある。

## 歴史

### 先史時代・古代

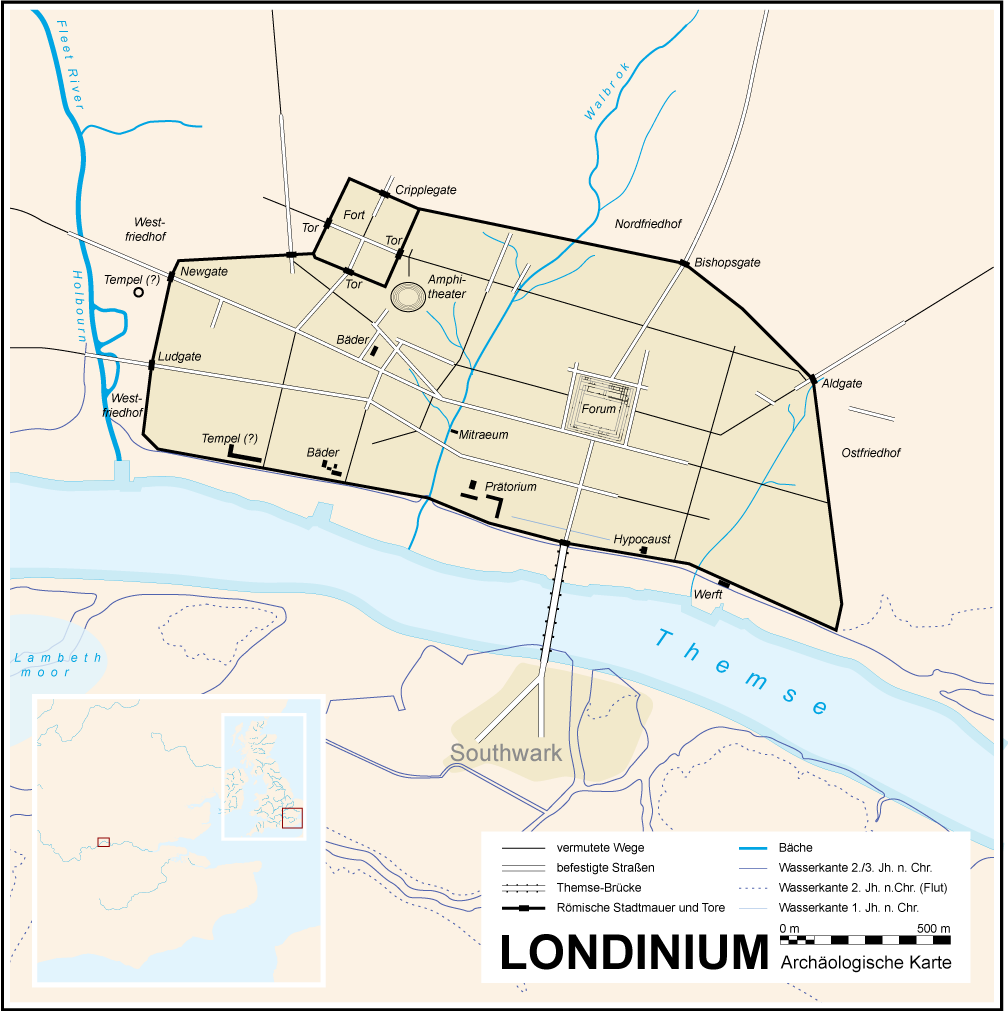
ロンディニウムの範囲

ロンドン周辺にはケルト系のブリトンの集落跡が点在した形跡が確認される。最初の大きな開拓地はローマ帝国によって43年に創建された。この開拓は17年間続いたが、61年ころブーディカが率いるイケニ族により強襲され焼き討ちされた。また一説には紀元前1103年ごろ、トロイ王族の孫ブルートゥスがトロイヤ人の一団を率いてイタリアから移住、「ニュー・トロイ」としてロンドンが建設されたという。紀元前1200年前後のトロイ崩壊後、トロイ王族のアイネイアースはトロイの移民を率いてイタリアに移住、ラテンの王ラティヌスの娘と結婚。ブルートゥスはアイネイアースの孫である。
その次の都市は繁栄し、紀元100年にそれまでブリタニアの首都であったコルチェスターから取って代わった。2世紀のローマ支配のロンドンは6万人の人口があった。
最近の2つの発見により、ロンドンは考えられていたよりも古くから人が住んでいたことが分かった。1999年に青銅器時代の橋がヴォクスホール・ブリッジの北側の砂浜で発見されている。この橋はテムズ川を渡っていたか、今はない川の中に浮かぶ島を渡っていた。樹木学では紀元前1500年にさかのぼる木材が使われている。2010年には紀元前4500年にさかのぼる大きな木材で築かれた建物がヴォクスホール・ブリッジ南側の砂浜で発見された。中石器時代のもので機能は分かっていないが、50メートル×10メートルの範囲で30センチの干潮時に見ることができる。この2つの構造物は南岸のテムズ川とエッフラ川が自然に合流する地点にあり、ローマ時代のシティ・オブ・ロンドンの上流4キロの場所にある。これらの構造体を構築するのに必要な労働力、貿易、安定性などから少なくとも数百人規模のコミュニティがあったことを示している。

### 中世

1300年頃、シティの範囲は市街壁内に収まっていた。

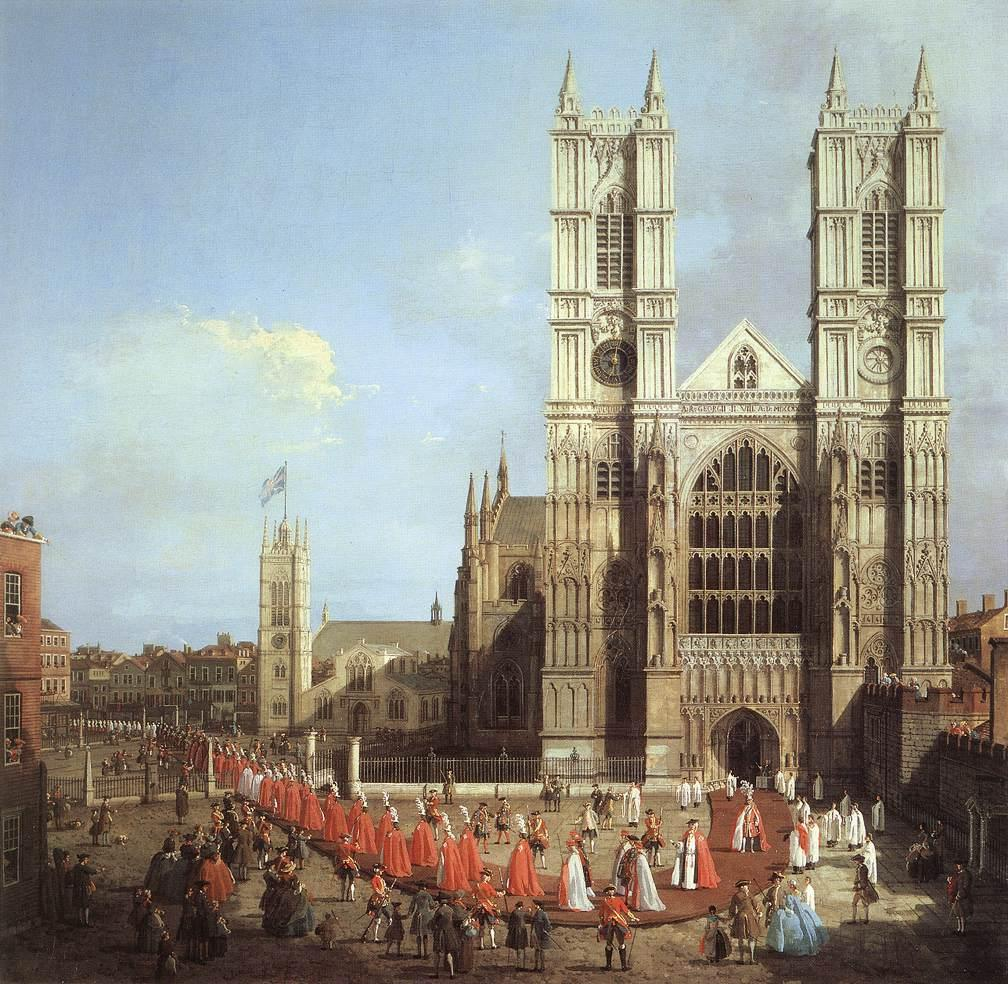
世界遺産のウエストミンスター寺院の絵画 (Canaletto, 1749 A.D.)

5世紀初期にはローマは事実上、ロンドンを放棄している。6世紀からアングロ・サクソン人がルンデンヴィックで知られる開拓地がローマ人の古い街のわずかに西に築かれ、これは現在のコヴェント・ガーデンやロンドンで、人口は1万人から1万2,000人程度に達した。ただし、宗教的な中心地はカンタベリーであり、この側面でだけはロンドンは後塵を拝することになる。フリート川の河口には漁業や交易で栄えた港があったと思われるが、ヴァイキングからの防衛上の見地から、かつてのローマ人の市街壁を用いるため、東のロンディニウムへの移動を強いられた。ヴァイキングの襲撃は増加の一途をたどり、886年にアルフレッド大王がデーン人の指導者であるガスラムとウェドモーアの和議を締結するまで続いた。アングロ・サクソン人のルンデンヴィックLundenwicは「旧市街」を意味するエアルドヴィックEaldwicと改称され、現在のシティ・オブ・ウェストミンスターのオールドウィッチにその名を残している。10世紀、すでに国内最大の都市となり、貿易面でももっとも重要な都市となっていたロンドンは、イングランド統一によりさらに政治面での重要性も高めた。さらにこのころ、ウェセックスの伝統的な中心地であるウィンチェスターとの競合にも直面した。
11世紀、エドワード懺悔王はウェストミンスター寺院を建設し、シティより少し上流の地であるウェストミンスターに居住した。この見地に立てば、ウェストミンスターはシティの政府機能を担う立場を着実に奪っていったといえる。1066年、ヘイスティングズの戦いで勝利し、イングランドを征服したノルマンディ公ギヨーム2世は同年のクリスマスの日に、ウェストミンスター寺院でイングランド王ウィリアム1世として即位した。ウィリアム1世はホワイト・タワー（のちのロンドン塔）をシティの南東に建設し、市民を威圧した。1097年、ウィリアム2世はウェストミンスター寺院にほど近い場所に、ウェストミンスター宮殿の基礎となるウェストミンスター・ホールを建設した。12世紀、それまで国中を移動していた宮廷に同伴していた中央政府の各機関は次第に一箇所に固定化し、規模を増大させ、洗練されていった。多くの場合、政府機関はウェストミンスターに集中したが、国庫の機能はロンドン塔に置かれた。ウェストミンスターが首都として政府機能を果たす一方、シティは自治機能を有するイングランド最大の商業都市に発展していた。シティはその経済力を背景として、12 -13世紀に市長を選出する権利や独自の法廷を持つ権利を獲得し、14世紀半ばからは市参事会を選出し、王権から独立した高度な自治都市としての独立を保持した。人口は1100年に1万8,000人、1300年までには10万人ほどにまで成長していた。
14世紀半ばにはペストが発生し、人口は3分の1程度減少した。1381年、ワット・タイラーの乱が発生した。

### 近世

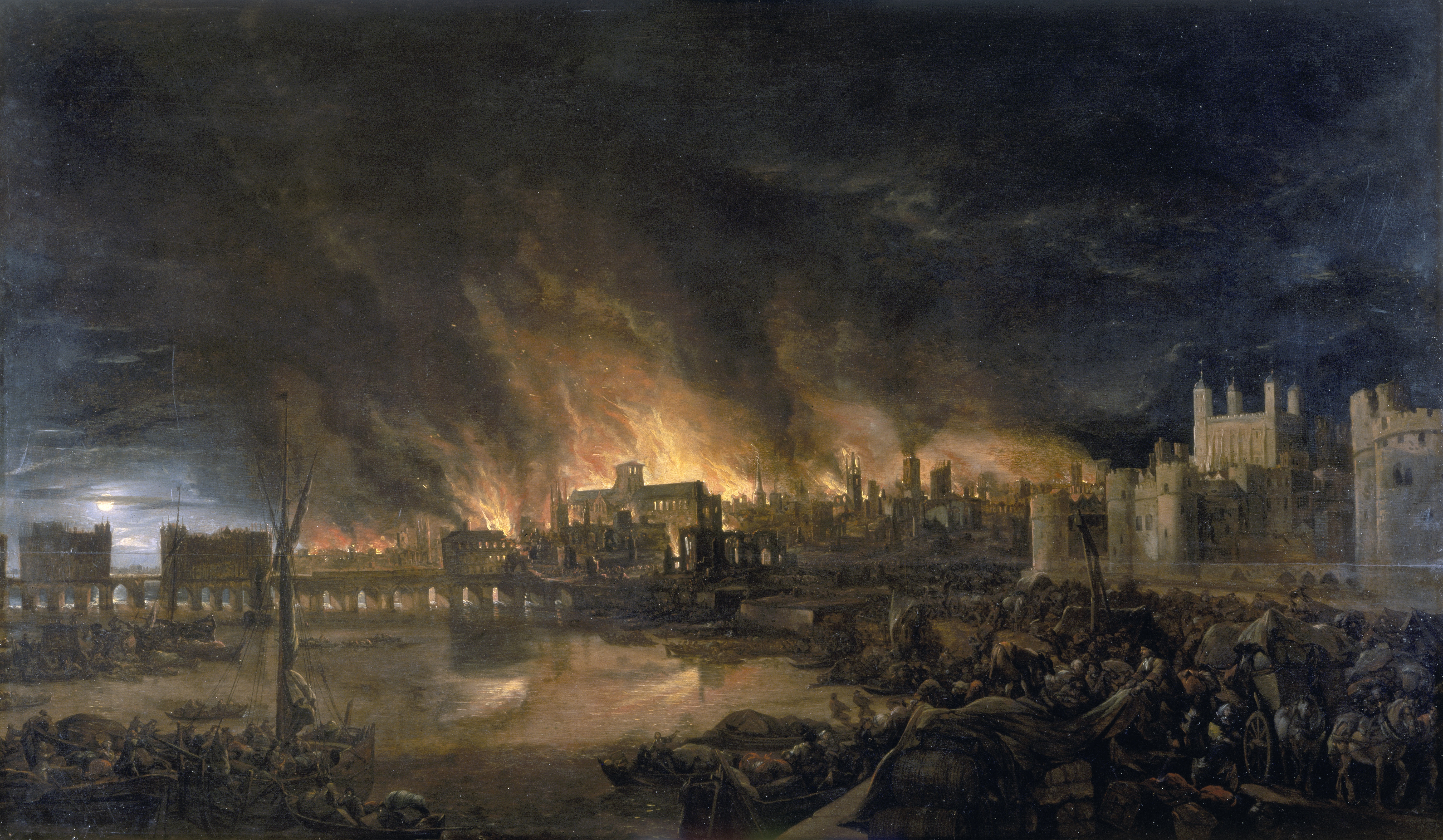
ロンドン大火

テューダー朝の時代、宗教改革にともなうプロテスタントへの移行が次第に進むにつれ、教会の私有化が進んだ。ネーデルラント周辺地域へは未加工のウール生地が海上輸出された。生地の主たる用途は、大陸ヨーロッパの富裕層向けの衣服であった。しかし、当時のイギリスの海運会社は北西ヨーロッパ以外の海にはほとんど進出しなかった。イタリアや地中海への商業ルートは、通常アントウェルペンまたはアルプス山脈経由であった。海上輸送ではイタリアやドゥブロヴニクの貿易商と同様、ジブラルタル海峡を経由した。1565年のオランダとイギリス間の貿易再開は、瞬く間に活発な商取引をもたらした。1566年、王立取引所が設立された。重商主義は進展し、イギリス東インド会社をはじめとする勅許会社が設立され、貿易は新世界へと拡大した。ロンドン港は北海において重要性を増し、国内外から移住者が来航した。1530年の人口は推計で5万人、1605年には22万5,000人に上昇した。
16世紀、ウィリアム・シェイクスピアや同時代に生きたロンドンの劇作家は、イギリス・ルネサンス演劇をはじめとして劇場の発展にしのぎを削った。テューダー朝が終わりを告げる1603年まで、ロンドンはまだ非常に小規模な都市であった。1605年、ジェームズ1世の暗殺計画を企てた火薬陰謀事件が発生した。17世紀初頭や1665 - 1666年にはペストが流行し、10万人または人口の5分の1が死亡した。1666年、シティのプディング・レーンにてロンドン大火が発生し、市内の家屋の約85パーセントが焼失した。建築家ロバート・フック指揮のもと、ロンドン再建に10年の歳月を要した。1708年、クリストファー・レンの最高傑作であるセント・ポール大聖堂が完成した。ハノーヴァー朝の時代には、メイフェアをはじめとする新市街が西部に形成され、テムズ川には新たな橋が架橋され、南岸の開発が促進された。東部では、ロンドン港がテムズ川下流のドックランズに向かって拡張された。
1762年、ジョージ3世はバッキンガム・ハウスを手中に収め、以後75年間にわたって同邸宅は拡張を続けた。18世紀、ロンドンの犯罪率は高く、1750年にはロンドン最初の専業の警察としてバウストリートランナーズが設立された。総計で200件以上の犯罪に死刑判決が下され、小規模な窃盗罪でも女性や子どもが絞首刑に処された。ロンドンで生まれた子どもの74パーセント以上は5歳未満で死亡していた。コーヒーハウスが意見を交わす社交場として流行したのにともない、リテラシーの向上やニュースを世間一般に広める印刷技術が向上し、フリート・ストリートは報道機関の中心地となっていた。
1777年のサミュエル・ジョンソンによる言葉を記す。「ロンドンに飽きた者は人生に飽きた者だ。ロンドンには人生が与えうるものすべてがあるから」

### 近現代

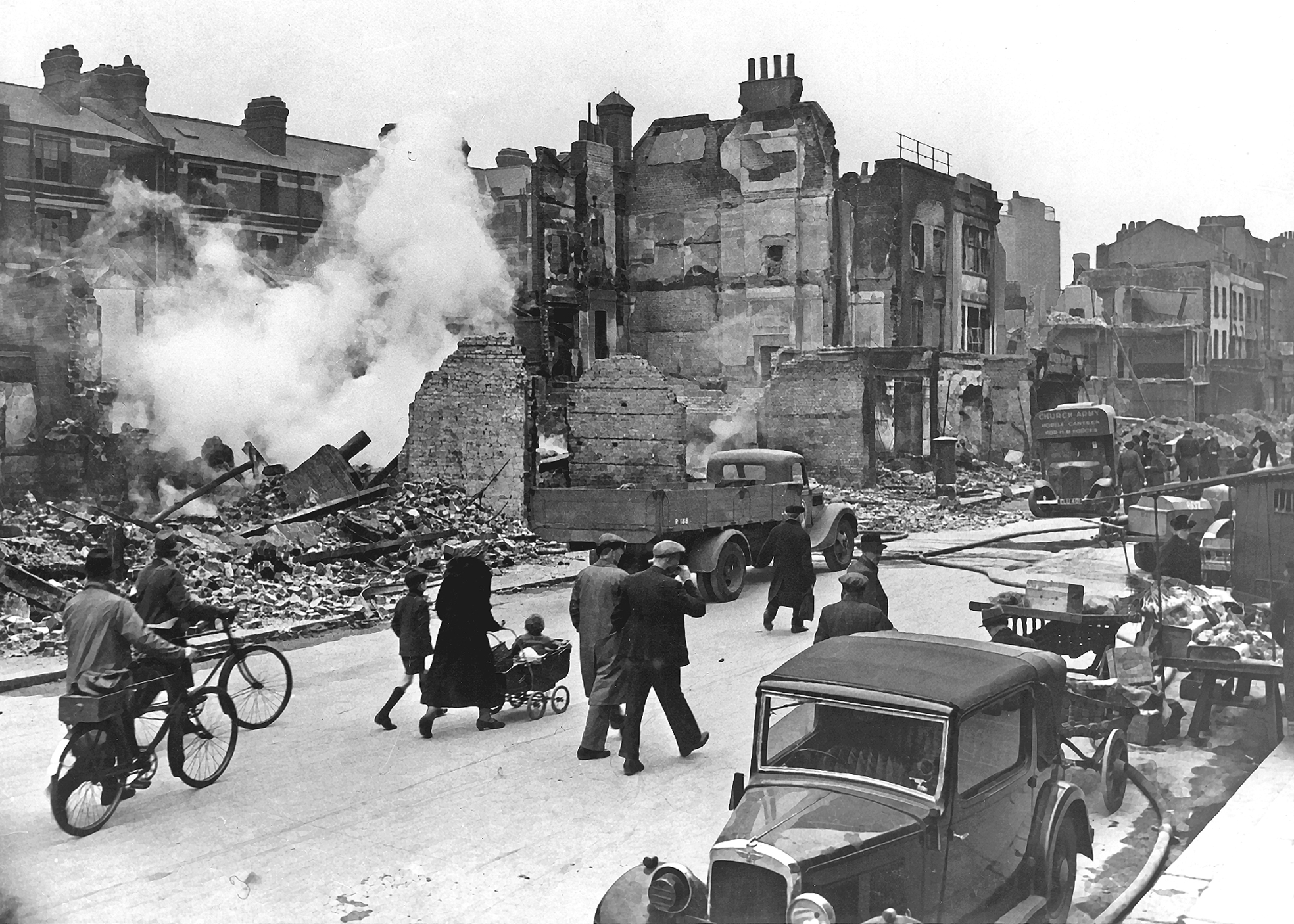
第二次世界大戦時、ドイツによる空襲を受けたロンドン

1831年から1925年ごろ、ロンドンは世界最大の都市であった。著しく高い人口密度によりコレラが大流行し、1848年に1万4,000人が死亡、1866年には6,000人が死亡した。特に、1854年8月の大流行は『ブロード街の12日間』というノンフィクションにまとめられている。1855年に、首都建設委員会が設立される。渋滞が増加し、首都建設委員会はインフラ整備を監督した。世界初の公共鉄道ネットワークであるロンドン地下鉄が開通している。首都建設委員会は1889年にロンドン郡議会になり、ロンドン最初の市全域を管轄する行政機構として機能した。第二次世界大戦時、ザ・ブリッツをはじめとするドイツ空軍による空爆により、3万人のロンドン市民が死亡し、市内の多くの建築物が破壊された。終戦直後の1948年、ロンドンオリンピックが初代ウェンブリー・スタジアムにて開催され、同時に戦後復興をわずかに果たした。
1951年、フェスティバル・オブ・ブリテンがサウス・バンクにて開催された。1952年に発生したロンドンスモッグの対応策として、1956年に大気浄化法 (1956)が制定され、「霧の都」と揶揄されたロンドンは過去のものとなったが、大気汚染の問題はいまだに残されている。1940年代以降、ロンドンには大量の移住者が流入した。多くはイギリス連邦加盟国の出身者である。内訳としてはジャマイカ、インド、バングラデシュおよびパキスタン出身者で、ロンドンに欧州屈指の多様性をもたらす要因となっている。
主として1960年代半ば以降、ロンドンは世界的なユースカルチャーの中心地となっていった。キングス・ロード、チェルシー、カーナービーストリートといった地域ではスウィングロンドンといったスタイルが流行した。流行の発信拠点としての役割はパンク・ロックの時代に復活し、1965年、ロンドンの都市的地域の拡大にともない、管轄範囲を拡大したグレーター・ロンドン・カウンシルが設立された。北アイルランド問題に関連し、ロンドンではIRA暫定派による爆破事件が発生した。1981年のブリクストン暴動では、人種差別問題が注目を集めた。第二次世界大戦以後、グレーター・ロンドンの人口は次第に減少していった。ピーク時の1939年の推計人口が861万5,245人だったのに対し、1980年代では約680万人に減少していた。ドックランズのカナリー・ワーフ再開発事業にともない、ロンドンの主要港は下流に位置するフェリクストウ港やティンバリー港に移転した。また、カナリー・ワーフ再開発事業により、ロンドンの国際的な金融センターとしての役割は増加の一途をたどった。
1980年代、高潮による北海からの海水の流入をせき止め、洪水を防止するテムズバリアが完成した。1986年、グレーター・ロンドン・カウンシルが廃止され、ロンドンは世界で唯一、中央行政機関が存在しない大都市となった。2000年、グレーター・ロンドンを管轄するグレーター・ロンドン・オーソリティーが設立された。ミレニアム記念事業の一環として、ミレニアム・ドーム、ロンドン・アイ、ミレニアム・ブリッジが建設された。2005年、ロンドン同時爆破事件が発生し地下鉄車両とバスが爆破された。2012年、第30回夏季オリンピック・第14回夏季パラリンピックが開催された。1908年大会や1948年大会に次ぐ3度目のオリンピック開催であり、同一都市としては史上最多となる。
アメリカのシンクタンクが2017年に発表した総合的な世界都市ランキングにおいて、世界1位の都市と評価された。
2020年、フランスのエマニュエル・マクロン大統領より、レジオンドヌール勲章を授与される。

## 行政

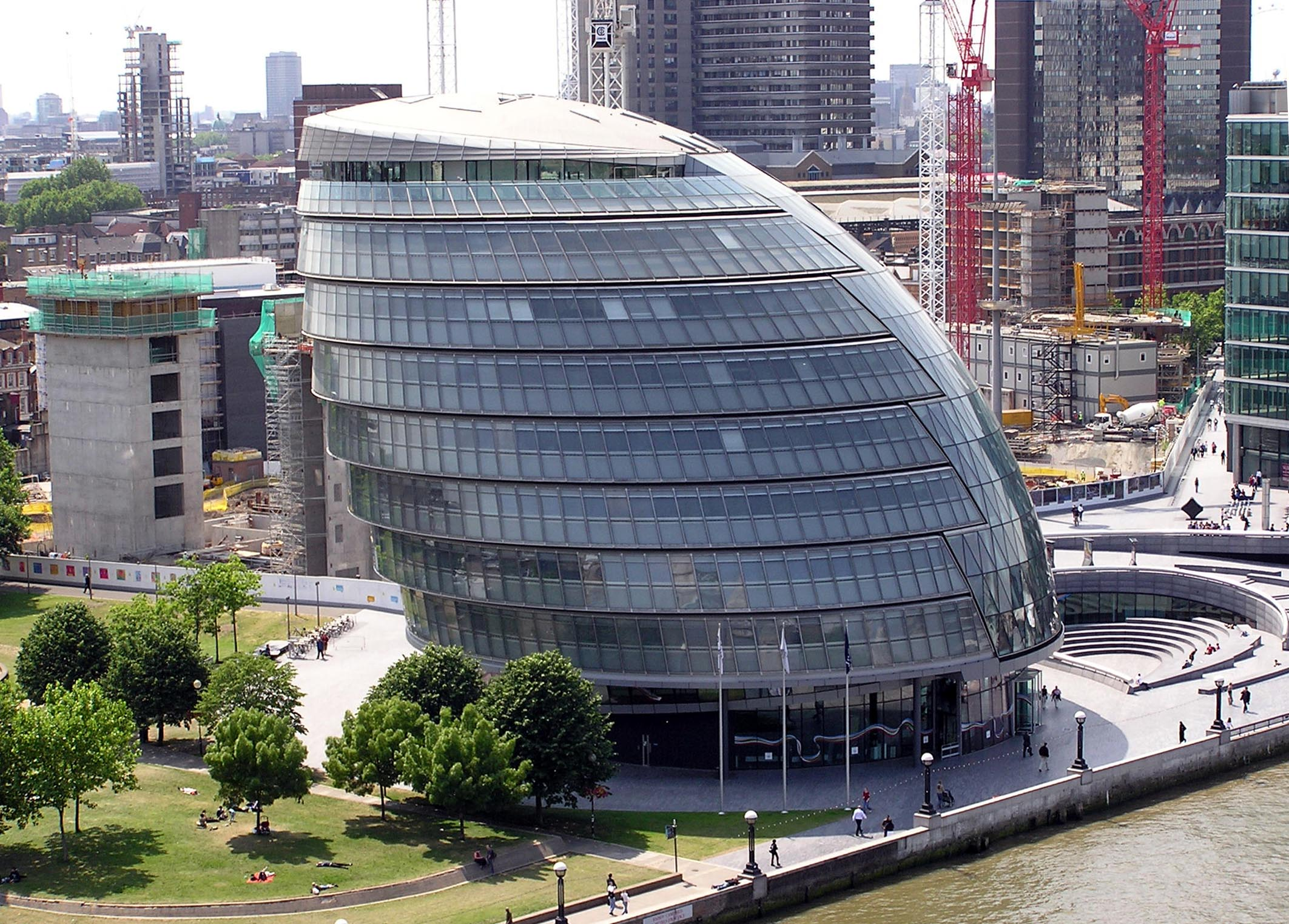
シティ・ホール

グレーター・ロンドンは、シティ・オブ・ウェストミンスターを含む32の特別区とシティ・オブ・ロンドンにより構成されている。グレーター・ロンドンは選挙で選出されたロンドン市長とロンドン議会により構成されている。ロンドン市長は行政上の力を有し、ロンドン議会は市長が提案する年度毎の予算の可否や裁定に関して精細に調査する。グレーター・ロンドンの本庁はサザークのシティーホールにあり、現在の市長はサディク・カーンである。市長の法定戦略計画はロンドンプランとして公開され、最新のものは2011年に改訂されている。
グレーター・ロンドンのうち、シティ、都心部の13区はインナー・ロンドン、その外縁部の19区はアウター・ロンドンと呼ぶ。1965年、グレーター・ロンドン全体を管轄する広域自治体としてグレーター・ロンドン・カウンシルが発足したが、1986年にサッチャー政権の地方行政改革により廃止された。グレーター・ロンドン・カウンシル廃止以後、各区は「ユニタリー」と呼ばれる状態にあり、カウンティレベルの行政組織として機能していた。ところがブレア政権下の住民投票により、2000年にグレーター・ロンドンを管轄するグレーター・ロンドン・オーソリティーが設立され、グレーター・ロンドンの市長は直接選挙で選出されるようになった。初代市長ケン・リヴィングストンはロンドンの主要な政策課題である公共の安全性の確保と交通問題に努めたが、2008年にボリス・ジョンソンとの選挙に敗れ、ジョンソンが2代目市長となった。シティは中世から自治組織を有し、ロード・メイヤーと呼ばれるロンドン市長を選出してきたが、現在ではシティの「市長」は名誉職になっている。また、英国では伝統的に大聖堂（大寺院）がある町（Town）を都市（City）と呼称し、シティ・オブ・ロンドンにはセント・ポール大聖堂、シティ・オブ・ウェストミンスターにはウェストミンスター寺院がそれぞれ存在する。一方、サザークは大聖堂を有するが、16世紀からシティではなく特別区を名乗る。
特別区は一番身近な行政サービスである地区計画や学校、社会福祉援助、地域道路の整備、ゴミ収集に関して責任がある。ゴミ収集のような行政サービスはロンドン清掃事務当局等の機関を通じていくつかの特別区ごとにそれぞれ共同で行っている。2009 - 2010年のロンドン議会とグレーター・ロンドンを合わせた歳入歳出規模は220億ポンドで、そのうち147億ポンドは特別区、74億ポンドはグレーター・ロンドンであった。
グレーター・ロンドンの治安はロンドン市長公安室下のロンドン警視庁により担われている。シティ・オブ・ロンドンは自らの警察機構であるロンドン市警察を有している。イギリス鉄道警察はロンドンのナショナル・レールやロンドン地下鉄に関してその責任を有している。
ロンドン消防庁はイギリスの消防に関する法律により、ロンドン消防・緊急事態計画局のもと、グレーター・ロンドンを管轄する、世界で5番目に大きな消防組織である。救急はロンドン救急サービス（LAS）により担われ、無料の救急車サービスでは世界で最大規模である。ロンドン航空救急はLASと連携して慈善で運営されている。イギリス沿岸警備隊と王立救命艇協会はテムズ川で運用されている。

### 政府機関
ロンドンはイギリス政府の首都としてウェストミンスター宮殿周辺に官庁が多く集まっている。特にホワイトホール沿い界隈に集中しており、首相官邸のダウニング街10番地も含まれる。イギリス議会は「議会の母（Mother of Parliaments）」と呼ばれ、この愛称は最初にイングランド自体にジョン・ブライトが用いた。議院内閣制のモデルである。

## 地理

### 範囲

ロンドンの範囲。濃い緑がグレーター・ロンドン、薄い緑がセントラル・ロンドン、赤い地点がシティ・オブ・ロンドン。M25がグレーター・ロンドンを囲む。

グレーター・ロンドンは一番上の行政機構で、特別区がそれぞれロンドンをカバーしている。小さい範囲のシティ・オブ・ロンドンはかつてすべての範囲の街区が含まれていたが、都市地域の成長によりシティ・オブ・ロンドン自治体により郊外との合体が試みられた。それぞれ異なった目的により「ロンドン」が定義され、かつて法的に議論された。グレーター・ロンドンの40パーセントはロンドン郵便カウンティによりカバーされ、郵便の住所では 'LONDON'の範囲を構成している。

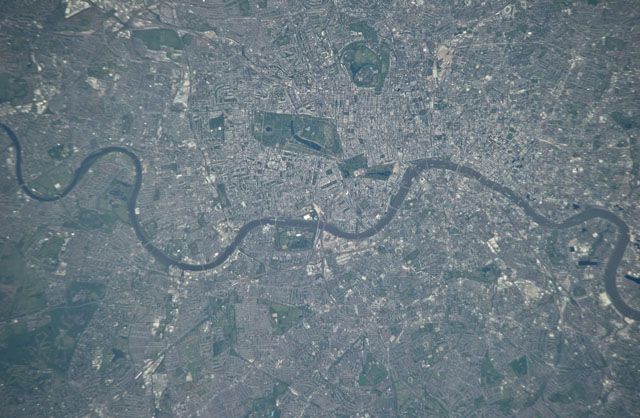
ロンドンの衛星写真

セントラル・ロンドンの地図

ロンドンの市外局番は（020）でグレーター・ロンドンと同じように広範囲をカバーし、外側の地区のいくつかは外れるがグレーター・ロンドンの外の地区のいくつかは含まれている。M25モーターウェイの内側が通常、ロンドンとみなされ、グレーター・ロンドンの範囲は変化している (en) 。市街地の拡張は現在、メトロポリタン・グリーンベルトにより防がれているが境界を越えて市街地は広がっており、グレーター・ロンドン都市的地域と定義が分かれる。超えた範囲は広大なロンドンコミューターベルトになっている。
グレーター・ロンドンはいくつかの目的によってインナー・ロンドンとアウター・ロンドンに分かれている。シティはテムズ川によりノース・ロンドンとサウス・ロンドンに分けられ、形式的にセントラル・ロンドンはその内側にある。ロンドンの中心はもともとチャリングクロスのエレノア・クロスでウィンチェスターとトラファルガー広場の結合する部分の近くに位置し、北緯51度30分26秒 西経00度07分39秒 / 北緯51.50722度 西経0.12750度である。

### 都市の地位
シティ・オブ・ロンドンとシティ・オブ・ウェストミンスターはシティステータスを有し、シティ・オブ・ロンドンはグレーター・ロンドンとは別個の典礼カウンティとして残っている。現在のグレーター・ロンドンには、かつてのミドルセックス州、ケント、サリー、エセックス、ハートフォードシャーが編入されている。
ロンドンの、イングランドやのちのイギリスの首都としての地位は法律や書物には認められない。しかしその地位は、憲法会議を通してイギリスの憲法で実質的な首都として制定されている。12世紀と13世紀にかけて、イングランドの首都は、ウェストミンスター宮殿の開発の進展によりウィンチェスターからロンドンへ王宮が恒久的に移されてから、国家の政治の中心たる首都となった。

### 地勢

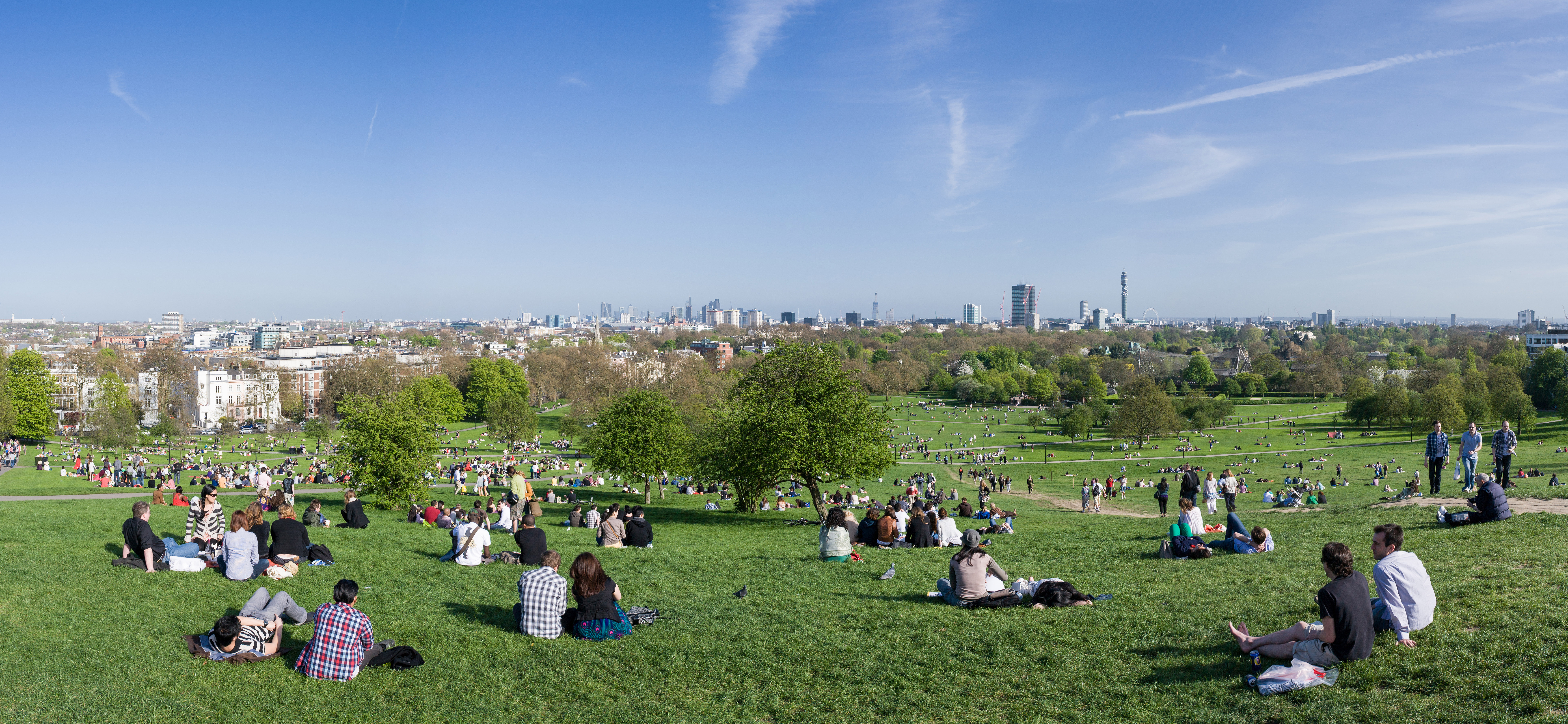
プリムロズヒル

グレーター・ロンドンは1,583平方キロメートル (611 sq mi) の面積があり、人口は2001年現在7,172,036人で人口密度は4542人/km2。より広い範囲はロンドン都市圏またはロンドン大都市圏密集体と呼ばれ面積は 8,382平方キロメートル (3,236 sq mi) で人口は12,653,500人に達し人口密度は1510人/km2である。現代のロンドンはテムズ川河畔に位置する。テムズ川の特徴として、航行可能で、ロンドン市域を南西部から東部にかけ横切っている。テムズ低地は氾濫原で周辺部はなだらかな丘陵地である。その中にはパーラメント・ヒルやアディントン・ヒル、プリムロズ・ヒルが含まれる。テムズ川はかつてはより川幅が広く、水深も浅くて沼地が広がり、満潮時には河岸は通常の5倍にも達していた。南西部のヒースロー空港近辺のテムズ川本流付近の貯水池群と砂利採取場跡はオカヨシガモとハシビロガモの生息地で、2000年にラムサール条約登録地となった。
ヴィクトリア朝以来、テムズ川は広い堤防が築かれ多くのロンドンの支流は現在地下を流れている。テムズ川は潮の流れの影響を受ける川で洪水による被害を受けやすい。この脅威は時間と共にゆっくりと継続的に高い潮汐レベルで増す。これは緩やかに傾いたイギリスの後氷期地殻均衡復元による。1974年に脅威を防ぐため10年計画でウーリッジでテムズ川を横切るテムズバリアの建設が始まった。バリアは2070年まで機能するように設計され、さらなる拡張や再設計の話し合いがすでに行われている。

### 気候
典型的な西岸海洋性気候で、イギリス南部の多くの地域と同様である。日本と比べると暖候期である春から夏の気温が低いため、相対的に秋から冬にかけての季節が長く感じられるが、年間を通してみると温和な気候である。冬は比較的寒いが、1月の気温を平均すると約6℃で日本の東京や大阪とほぼ同じで緯度の割に寒くない。しかし、日々の変動が大きく、最低気温が8～9℃となる日もあれば最高気温が1～2℃となることも珍しくない。また冬の日照時間は短く曇りの日が続く。霜が郊外で11月から3月にかけ平均2週間発生する。降雪は通常、4-5回12月から2月にかけ発生し、大雪となっても10cm程度である。3月や4月に雪が降ることは希であるが、2-3年毎に見られる。冬の気温は−4 °C (24.8 °F) 以下や14 °C (57.2 °F) 以上を超えることは滅多に起こらない。比較的近い北極や北欧方面からの寒波の影響を受けることがあり2010年の冬には郊外のノーソルトで−14 °C (6.8 °F)の最低気温を記録し、20年に一度の大雪も見られロンドンの交通機関は大きく混乱した。
夏は日本の夏より気温が低く、盛夏でも夜には15℃を下回りコートが必要になることがある。時折暑くなることもあるが、30℃以上となることは少ない。ヒートアイランドによりロンドンの中心部では気温が郊外に比べ5 °C (9 °F) も高い。ロンドンの夏の平均気温は 24 °C (75.2 °F) で、年に7日は 30 °C (86.0 °F) を超え2日は32 °C (89.6 °F) を超える。気温が26℃(80 °F)を超えることは6月半ばから8月後半にかけて見られる。大陸からの熱波の影響を受けることがあり、2003年の欧州の猛暑では14日間連続で気温が 30 °C (86.0 °F) を超え、2日連続で 38 °C (100.4 °F) を超えた。数百人が猛暑に関連し死亡している。雨は夏の期間、2日から10日の範囲で見られる。春や秋は季節が混在するため、5-6月や9-10月にも防寒対策が必要となることもある。2011年10月1日に気温が 30 °C (86.0 °F) に達し、2011年4月には28 °C (82.4 °F) に達した。しかしながら、近年ではこの最高気温を記録した月に雪が降ることもある。ロンドンの気温の幅は-11.0℃から37.9℃である。
雨が多い都市という評判がロンドンにあるが、実際にはロンドンの降水量はローマの 834 mm (32.8 in) やボルドーの923 mm (36.3 in) より少ない。降水量自体は少なくとも、降水日数が多いため雨が多いと感じるのである。
また、「霧の都」と呼ばれるように年間の霧発生日数が多い。
| ロンドン（1991～2020）の気候 | ロンドン（1991～2020）の気候 | ロンドン（1991～2020）の気候 | ロンドン（1991～2020）の気候 | ロンドン（1991～2020）の気候 | ロンドン（1991～2020）の気候 | ロンドン（1991～2020）の気候 | ロンドン（1991～2020）の気候 | ロンドン（1991～2020）の気候 | ロンドン（1991～2020）の気候 | ロンドン（1991～2020）の気候 | ロンドン（1991～2020）の気候 | ロンドン（1991～2020）の気候 | ロンドン（1991～2020）の気候 |
| 月                           | 1月                          | 2月                          | 3月                          | 4月                          | 5月                          | 6月                          | 7月                          | 8月                          | 9月                          | 10月                         | 11月                         | 12月                         | 年                           |
| ---------------------------- | ---------------------------- | ---------------------------- | ---------------------------- | ---------------------------- | ---------------------------- | ---------------------------- | ---------------------------- | ---------------------------- | ---------------------------- | ---------------------------- | ---------------------------- | ---------------------------- | ---------------------------- |
| 最高気温記録 °C （°F）       | 15.4 (59.7)                  | 20.1 (68.2)                  | 22.8 (73)                    | 28.5 (83.3)                  | 31.7 (89.1)                  | 34.0 (93.2)                  | 37.9 (100.2)                 | 37.9 (100.2)                 | 32.8 (91)                    | 28.8 (83.8)                  | 18.5 (65.3)                  | 16.4 (61.5)                  | 37.9 (100.2)                 |
| 平均最高気温 °C （°F）       | 8.4 (47.1)                   | 9.1 (48.4)                   | 12.1 (53.8)                  | 15.5 (59.9)                  | 18.8 (65.8)                  | 22.1 (71.8)                  | 24.4 (75.9)                  | 24.0 (75.2)                  | 20.6 (69.1)                  | 16.1 (61)                    | 11.5 (52.7)                  | 8.7 (47.7)                   | 15.9 (60.6)                  |
| 日平均気温 °C （°F）         | 5.7 (42.3)                   | 5.9 (42.6)                   | 8.0 (46.4)                   | 10.5 (50.9)                  | 13.7 (56.7)                  | 16.8 (62.2)                  | 19.0 (66.2)                  | 18.7 (65.7)                  | 15.9 (60.6)                  | 12.4 (54.3)                  | 8.5 (47.3)                   | 6.1 (43)                     | 11.8 (53.2)                  |
| 平均最低気温 °C （°F）       | 3.2 (37.8)                   | 3.2 (37.8)                   | 4.7 (40.5)                   | 6.5 (43.7)                   | 9.4 (48.9)                   | 12.4 (54.3)                  | 14.5 (58.1)                  | 14.5 (58.1)                  | 12.0 (53.6)                  | 9.3 (48.7)                   | 5.8 (42.4)                   | 3.6 (38.5)                   | 8.3 (46.9)                   |
| 最低気温記録 °C （°F）       | −10.0 (14)                   | −9.0 (15.8)                  | −5.1 (22.8)                  | −2.0 (28.4)                  | −1.0 (30.2)                  | 4.0 (39.2)                   | 5.6 (42.1)                   | 5.9 (42.6)                   | 1.7 (35.1)                   | −3.3 (26.1)                  | −7.0 (19.4)                  | −11.0 (12.2)                 | −11 (12.2)                   |
| 降水量 mm （inch）           | 57.8 (2.276)                 | 43.4 (1.709)                 | 38.3 (1.508)                 | 42.0 (1.654)                 | 45.5 (1.791)                 | 43.4 (1.709)                 | 45.3 (1.783)                 | 52.1 (2.051)                 | 48.3 (1.902)                 | 61.5 (2.421)                 | 64.4 (2.535)                 | 54.7 (2.154)                 | 596.7 (23.493)               |
| [ 要出典 ]                   |                              |                              |                              |                              |                              |                              |                              |                              |                              |                              |                              |                              |                              |

### 地区（2市31区）
1. シティ・オブ・ロンドン †
2. シティ・オブ・ウェストミンスター
3. ケンジントン・アンド・チェルシー王立区
4. ハマースミス・アンド・フラム
5. ワンズワース
6. ランベス
7. サザーク
8. タワーハムレッツ
9. ハックニー
10. イズリントン
11. カムデン
12. ブレント
13. イーリング
14. ハウンズロー
15. リッチモンド・アポン・テムズ
16. キングストン・アポン・テムズ王立区
17. マートン
18. サットン
19. クロイドン
20. ブロムリー
21. ルイシャム
22. グリニッジ王立区
23. ベクスリー
24. ヘイヴァリング
25. バーキング・アンド・ダゲナム
26. レッドブリッジ
27. ニューアム
28. ウォルサム・フォレスト
29. ハーリンゲイ
30. インフィールド
31. バーネット
32. ハーロウ
33. ヒリンドン

ロンドンは広大な市街地が広がっていることから、よくブルームズベリーやメイフェア、ホワイトチャペルのように地区名が使われている。これらはいずれも、非公式な名称で都市の広がりによって吸収された村を映したものや教区、グレーター・ロンドン以前の旧区を表したものである。これらの名称は今でも残って使われており、それぞれの地域を表したり自らの地区を特徴付けているが現在は公式には使われていない。1965年以来、ロンドンは32の自治区に分けられ、これに古くからのシティ・オブ・ロンドンが加わる。シティ・オブ・ロンドンはロンドンの金融の中心で、カナリー・ワーフは近年では再開発が進み新たな金融や商業の中枢になっている。東側はドックランズである。ウェスト・エンドはロンドンのエンターテイメントやショッピングの中心地区で観光客を惹き付けている。ウェスト・ロンドンは高級住宅地を含む地区で不動産価格は1000万ポンドにもなる。ケンジントン・アンド・チェルシーの不動産の平均価格は89万4,000ポンドでセントラル・ロンドンのほとんどは同様である。
イーストエンド・オブ・ロンドンは元のロンドン港に近く、高い移民人口で知られロンドンでも最も貧しい地区の一つである。北東部はロンドンでは初期に工業開発が行われた地域で現在ではブラウンフィールド（汚染地区）の一部として再開発が行われているテムズゲートウェイにはロンドンリバーサイドやローワーリーバレーも含まれ、これは2012年のオリンピックとパラリンピックのためのオリンピックパークを含んでいる。

## 街並み

### 建物

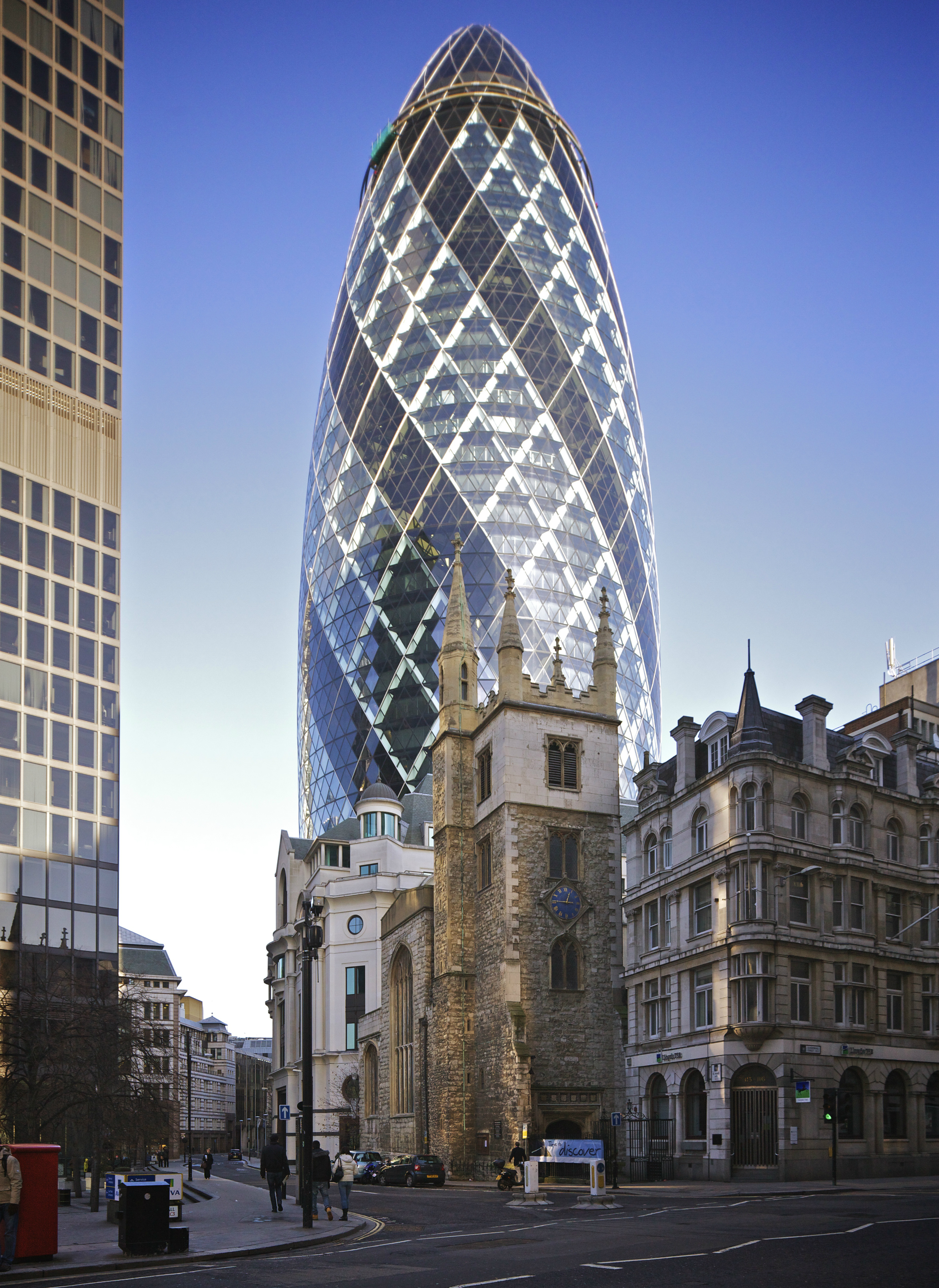
30セント・メリー・アクス

ロンドンの建築物は様々な年代のものがあり多様である。多くの大きな建物やナショナル・ギャラリーのような公共の建物はポートランド石という白い大理石で造られている。市街地の一部とくに西部や中心部では化粧しっくい（スタッコ）や水しっくいで特徴付けられた建物を見ることが出来る。セントラル・ロンドンでは1666年に起こったロンドン大火以前の建物が若干見られ、古代ローマの跡も僅かに残されている。ロンドン塔やシティに点在したわずかなチューダー様式の建物が残っている。さらにチューダー期のイングランドで残っている一番古いチューダー宮殿、ハンプトン・コート宮殿はトマス・ウルジー枢機卿により1515年に建てられた。
クリストファー・レンの17世紀後半の教会や金融機関の建物、18世紀や19世紀の王立取引所やイングランド銀行、20世紀初期のオールド・ベイリー、1960年代のバービカンエステートは建築遺産の一部を形成している。1939年に建設されたバタシー発電所はテムズ川の南西側に位置し今では使われていないが、地元のランドマークになり再開発も計画されている。鉄道のターミナル駅ではヴィクトリア建築（ネオ・ゴシック様式）の代表例としてセント・パンクラス駅とパディントン駅が上げられる。ロンドンは地域により建物の密集状態が異なり、セントラル・ロンドンは高い就業人口集積がありインナー・ロンドンは高い住宅密度である。アウター・ロンドンは低い密度になっている。
シティにあるロンドン大火記念塔はロンドン大火を記念し現場の近くに建てられている。マーブル・アーチとウェリントンアーチはシティ・オブ・ウエストミンスターのパーク・レーンの北側と南側にそれぞれある。また、アルバート記念碑とサウス・ケンジントンのロイヤル・アルバート・ホールは王室とのつながりがある。ネルソン記念柱はホレーショ・ネルソン提督の業績を記念し、トラファルガー広場に据えられロンドン中心の焦点なる場所の一つである。古い建物は主に煉瓦で建てられ、ほとんどは黄色っぽいロンドンストック煉瓦か明るいオレンジや赤系統のもので、彫刻やプラスターの繰形が施される。

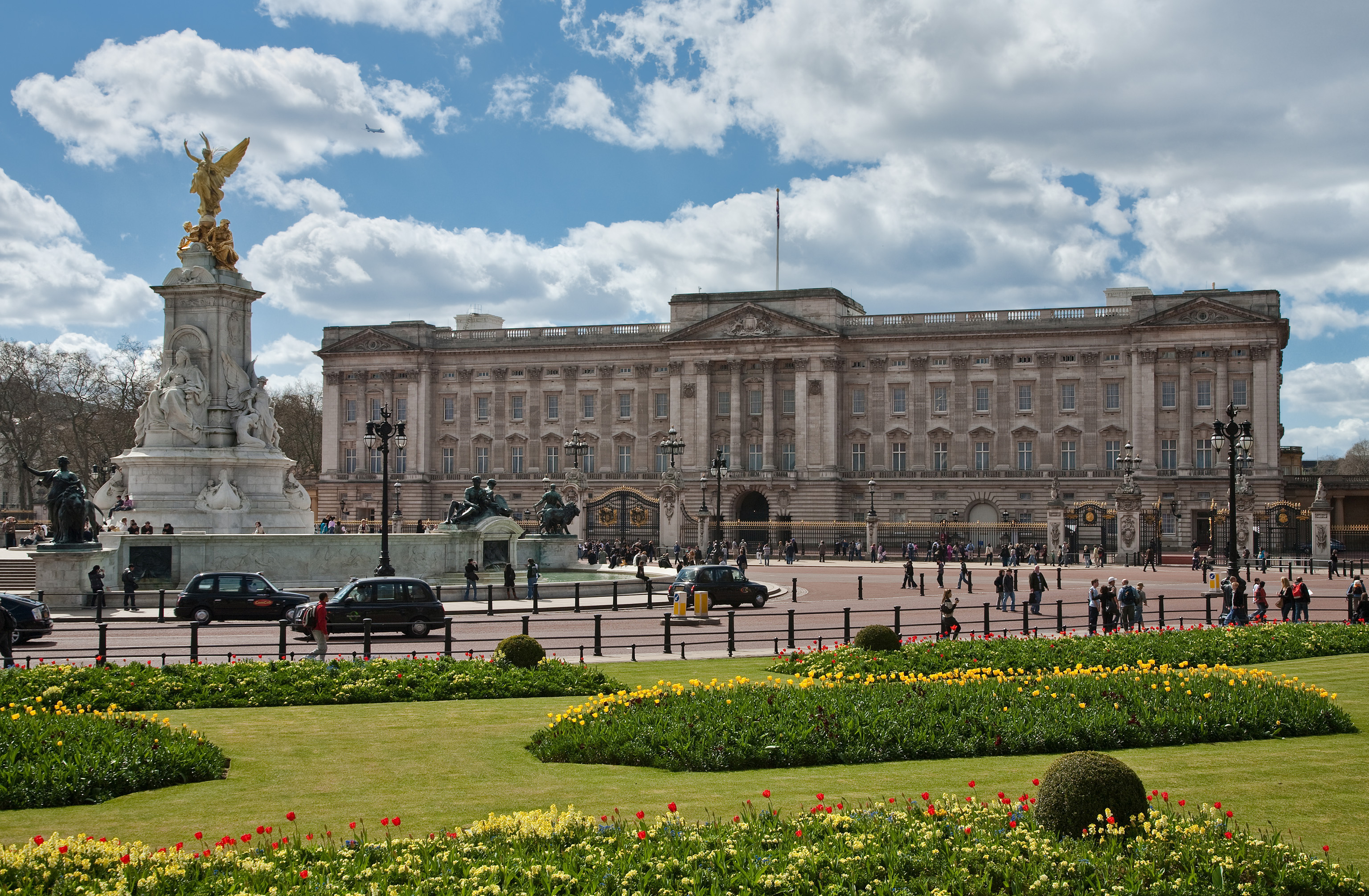
バッキンガム宮殿

密集地帯のほとんどでは中層や高層のビルが建てられる。ロンドンの高層ビルには30セント・メリー・アクス、タワー42、ブロードゲートタワー、ワン・カナダ・スクウェアがあるがこれらはシティ・オブ・ロンドンやカナリーワーフの二つの金融街などで見ることが出来る。高層ビルの建築はセント・ポール大聖堂や他の歴史的な建築物など歴史的な建物の景観を保護するため、特定の場所に制限されている。それでもやはり、多くの超高層ビルがロンドン中心部では見ることができ、イギリスでは一番高い高層ビルであるザ・シャード (310m) も含まれる。他にロンドンを特徴付ける建物には大英図書館や2002年に完成したサザークのシティ・ホールで楕円形の建物は目に付く。以前のミレニアム・ドームは現在は改名され複合娯楽施設The O2として使われている。

### 公園・庭園

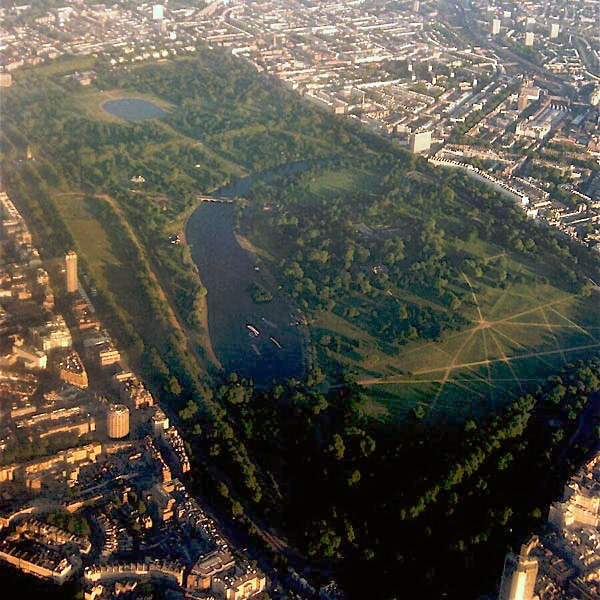
ハイドパーク俯瞰

中心部で一番大きな公園はロンドンの王立公園のうちの一つであるハイドパークで、近隣にはセントラル・ロンドンの西側にケンジントン・ガーデンズが、北側にリージェンツ・パークがある。リージェント・パークには、世界で一番古い科学的な動物園であるロンドン動物園があり、近くには観光名所である蝋人形館のマダム・タッソー館がある。ロンドン中心近くには小さな王立公園であるグリーンパークとセント・ジェームズ・パークがある。ハイド・パークは特にロンドンのスポーツのスポットとして有名で、しばしば野外コンサートが行われる。中心部の外へ出ると多くの大きな公園があり、その中には南東部の王立公園のグリニッジパークや、南西部のブッシーパークやリッチモンドパーク、東側のヴィクトリア・パークがある。プリムローズヒルは市街地の北側にあり、リージェントパークからのロンドン中心部のスカイラインの眺めはポピュラーである。いくつかの非公式な、自然なオープンスペースに準じた空間があり、ノース・ロンドンのハムステッド・ヒース（320ヘクタール）も含まれる。ハムステッド・ヒースにあるケンウッド・ハウスは元は邸宅で、夏の期間はクラシック音楽のコンサートが行われるポピュラーな場所で、週末には数多くの人が音楽や景色、花火を楽しんでいる。

## 人口統計
ロンドンの人口は、19世紀から20世紀初期にかけて産業革命を契機として急速に増加し、19世紀後半から20世紀初期にかけては世界一人口の多い都市であり、1925年までニューヨークの人口を上回っていた。人口のピークは第二次世界大戦が勃発する直前の1939年であり、861万5,245人に達していた。2011年時点のグレーター・ロンドンの公式の人口は817万4,100人であった。
しかし、ロンドンの市街地はグレーター・ロンドンの境界を越えて広がっており、2011年時点の都市的地域の人口は827万8,251人、都市圏の人口は1370万9,000人に達している。ユーロスタットによれば、ロンドンは欧州域内の都市圏で最も人口が多い。1991-2001年にかけての流入人口は、72万6,000人であった。グレーター・ロンドンの範囲は1,579平方キロメートルであり、人口密度は5,206人/km2である。これは、他のイギリスの地域の人口密度（NUTS内で）の10倍以上である。
世界の諸都市のうち人口は25番目に多く、都市圏では18番目に多い。世界で4番目に米ドルベースで億万長者が多い地域である。ロンドンは東京やモスクワと並んで物価が高い都市という調査結果もある。

### 民族
| 2011年 ロンドンの民族人口割合 | 2011年 ロンドンの民族人口割合 | 2011年 ロンドンの民族人口割合 | 2011年 ロンドンの民族人口割合 | 2011年 ロンドンの民族人口割合 |
| ----------------------------- | ----------------------------- | ----------------------------- | ----------------------------- | ----------------------------- |
| 民族グループ                  |                               |                               | 人口割合                      |                               |
| 白人                          | 白人                          |                               | 59.7%                         | 59.7%                         |
| 白人の英国人                  | 白人の英国人                  |                               | 44.9%                         | 44.9%                         |
| 白人のアイルランド人          | 白人のアイルランド人          |                               | 2.2%                          | 2.2%                          |
| その他の白人                  | その他の白人                  |                               | 12.6%                         | 12.6%                         |
| 黒人英国人                    | 黒人英国人                    |                               | 5.3%                          | 5.3%                          |
| アフリカ系                    | アフリカ系                    |                               | 7%                            | 7%                            |
| カリビアン系                  | カリビアン系                  |                               | 4.9%                          | 4.9%                          |
| その他の黒人                  | その他の黒人                  |                               | 2.1%                          | 2.1%                          |
| 南アジア系                    | 南アジア系                    |                               | 18.4%                         | 18.4%                         |
| インド系                      | インド系                      |                               | 6.61%                         | 6.61%                         |
| パキスタン系                  | パキスタン系                  |                               | 2.7%                          | 2.7%                          |
| バングラデシュ系              | バングラデシュ系              |                               | 2.7%                          | 2.7%                          |
| その他のアジア系              | その他のアジア系              |                               | 4.9%                          | 4.9%                          |
| 混血                          | 混血                          |                               | 5%                            | 5%                            |
| 中国系                        | 中国系                        |                               | 1.5%                          | 1.5%                          |
| アラブ系                      | アラブ系                      |                               | 1.3%                          | 1.3%                          |
| その他の民族グループ          | その他の民族グループ          |                               | 3.4%                          | 3.4%                          |

国家統計局によれば、2011年ベースの統計でロンドンの人口 817万4,100人のうち、59.7%が白人で、白人の英国人は44.9%、白人のアイルランド人は2.2%、他の白人の人々は12.6%であった。南アジア系の人々は18.4%で、インド系はロンドンの人口のうち6.6%、続いてパキスタン系が2.7%、バングラデシュ系が2.7%であった。4.9%は他のアジア系に分類されている。ロンドンの人口のうち10.1%は黒人であり、5.3%は黒人英国人、7.0%はアフリカ系、4.3%はカリビアン系、2.1%は他のグループに分けられている。5%は混血、1.5%は中国系、1.3%がアラブ系、3.4%はその他の民族グループに属している。2011年の人口国勢調査によれば、2001年から2011年の間に、62万人の白人英国人がロンドンから去り、人口の45％に減少し少数派となった。
ロンドンの一部では、アジア系や黒人の子どもたちが白人の英国人の子どもの数を上回る地域もあり、4-6校の公立学校では数で上回っている。だが、依然として白人の子どもの数は62%で過半数を占め、2009年の統計局による調査では0-15歳の層における白人人口は149万8,700人であった。そのうち、55.7%は英国系、5.6%は他のEU加盟国出身である。2005年1月の調査では、ロンドンでは300以上の言語話者がおり、50以上の非先住のコミュニティには10,000人以上の人々が暮らし、宗教や民族の多様性が見られる。統計局の調査では、ロンドンにおけるイギリス国外の出生者数は2010年現在で265万人と人口の33%を占め、1997年の1,63万人より増加している。
2001年の国勢調査では、グレーター・ロンドンの人口の27.1%はイギリス国外の出生者であった。統計によると20の共通する国の出身者がロンドンに居住している。ドイツ出身者は、親がドイツに駐在したイギリス軍に就いていたものである。公式の統計では、2009年7月から2010年6月にロンドンに居住する国外出身者は、主にインド、ポーランド、アイルランド、バングラデシュ、ナイジェリア出身者であった。

### 宗教
| ロンドンの宗教人口割合 | ロンドンの宗教人口割合 | ロンドンの宗教人口割合 | ロンドンの宗教人口割合 | ロンドンの宗教人口割合 |
| ---------------------- | ---------------------- | ---------------------- | ---------------------- | ---------------------- |
| 宗教                   |                        |                        | 割合                   |                        |
| キリスト教             | キリスト教             |                        | 58.2%                  | 58.2%                  |
| 無宗教                 | 無宗教                 |                        | 15.8%                  | 15.8%                  |
| 記載無し               | 記載無し               |                        | 8.7%                   | 8.7%                   |
| イスラム教             | イスラム教             |                        | 8.5%                   | 8.5%                   |
| ヒンドゥー教           | ヒンドゥー教           |                        | 4.1%                   | 4.1%                   |
| ユダヤ教               | ユダヤ教               |                        | 2.1%                   | 2.1%                   |
| シク教                 | シク教                 |                        | 1.5%                   | 1.5%                   |
| 仏教                   | 仏教                   |                        | 0.8%                   | 0.8%                   |
| その他                 | その他                 |                        | 0.2%                   | 0.2%                   |

ロンドン市民の信仰する宗教は、主にキリスト教で58.2%を占めている。これに続き、無宗教が15.8%、イスラム教が8.5%、ヒンドゥー教が4.1%、ユダヤ教が2.1%、シク教が1.5%、仏教が0.8%、その他が0.2%であった。8.7%は2001年の国勢調査で無回答であった。ロンドンでは伝統的にキリスト教が信仰されており、シティ・オブ・ロンドンには多くの教会が所在する。シティのセント・ポール大聖堂やサザーク大聖堂、聖公会は有名であり、カンタベリー大主教はイギリス国教会の大主教である。大主教のランベスパレスがランベス・ロンドン特別区にある。
王室の重要行事は、セント・ポール大聖堂とウェストミンスター寺院に分けて行われる。ウェストミンスター大聖堂はイングランドおよびウェールズでは最大のカトリック教会の大聖堂である。
イギリス国教会の統計では、教会への参加者は次第に減少している。
ロンドンには、相当数のイスラム教やヒンドゥー教、シク教、ユダヤ教のコミュニティがある。多くのイスラム教徒はタワーハムレッツ・ロンドン特別区やニューアム・ロンドン特別区に居住している。 ロンドン居住のイスラム教徒にとってリージェンツ・パークのロンドン・セントラルモスクは最も重要な存在である。オイルマネーによって増加した中東の富裕層は、メイフェアやナイツブリッジを拠点としている。ロンドンは西ヨーロッパ最大のモスクが所在する都市であり、Baitul Futuhのモスクはアフマディーヤムスリムコミュニティのものである。
ヒンドゥー教徒のコミュニティはロンドンの北西部ハーロウ・ロンドン特別区やブレント・ロンドン特別区に存在し、ヨーロッパ最大のヒンドゥー寺院であるネアスデン寺院がある。シク教徒はロンドン東部や西部におり、インド国外では世界最大のシク教の寺院がある。
イギリスのユダヤ教徒の大半がロンドンに居住し、ユダヤ教徒のコミュニティはスタンフォード・ヒルやスタンモア、ゴルダーズ・グリーン、エッジウェア、ヘンドン、ノース・ロンドンに存在する。スタンモア・カンノンパークシナゴーグは単一ではヨーロッパ最大のシナゴーグである。

## 経済

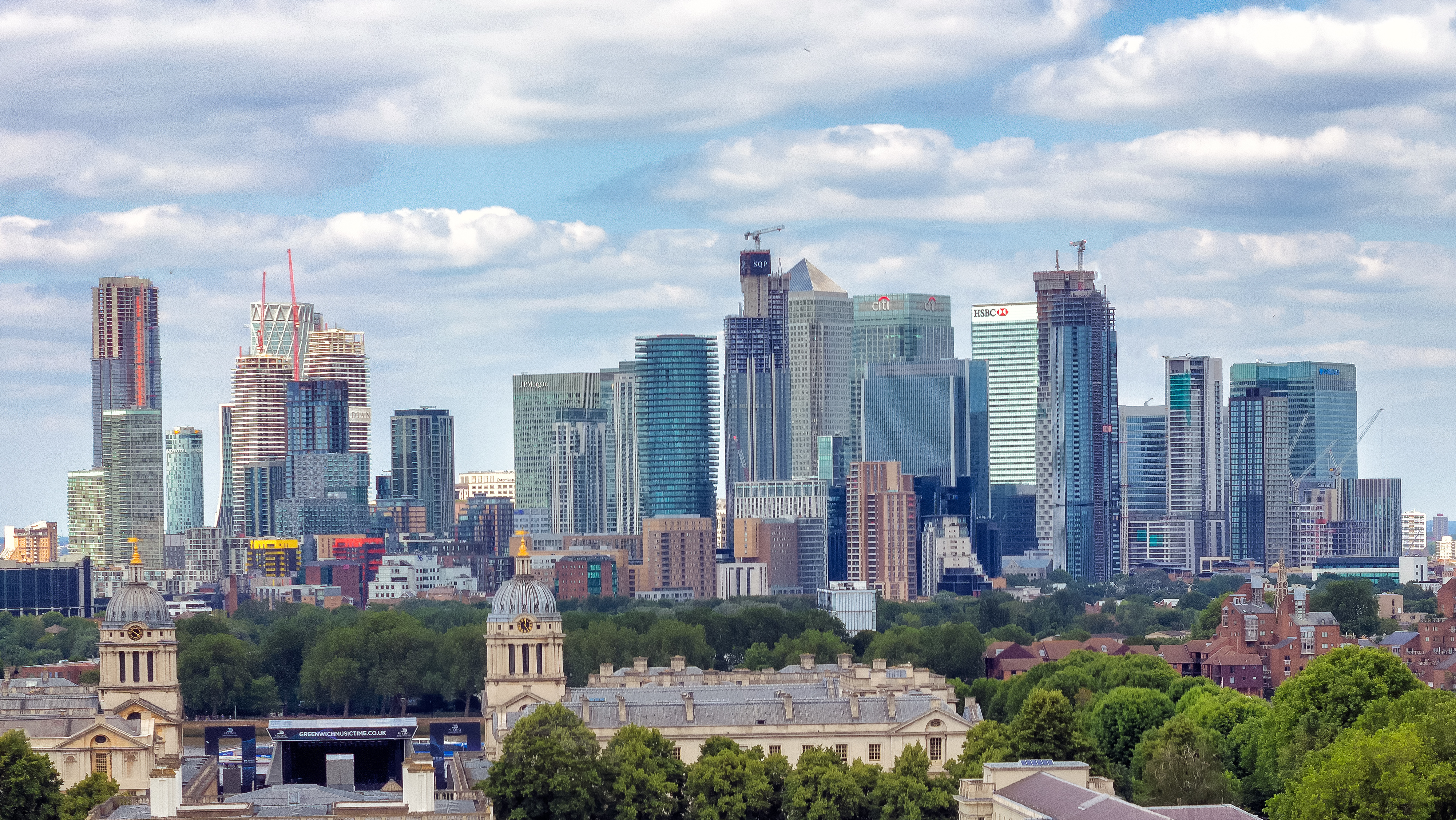
再開発後、シティとともに金融センターとして機能するカナリー・ワーフ

### 金融・サービス業
イギリス経済の中心であり、世界有数の経済都市でもある。2014年のロンドン都市圏の総生産は7944億ドルであり、東京都市圏、ニューヨーク都市圏、ロサンゼルス都市圏、ソウル都市圏に次ぐ世界5位の経済規模を有する。日本の民間研究所が2017年に発表した「世界の都市総合力ランキング」では、世界1位の都市と評価された。
世界最大級の金融市場の重要拠点として機能しており、2022年の調査によると、ニューヨークに次ぐ世界2位の金融センターである。世界レベルの大企業本社も集積しており、2011年のフォーチュン・グローバル500において、世界で5番目に大企業の本社が集積している都市との評価を受けている。
資本主義経済の中心がイギリスからアメリカ合衆国に移ったことに伴うイギリス経済の相対的低下にもかかわらず、ロンドンは依然としてイギリス連邦や欧州連合を始め、世界経済の中心としての地位を保持する。特に貿易および金融面での影響力は強い。シティでは1694年設立のイングランド銀行を頂点として、相互に密接な連携を保って展開するロンバード・ストリート一帯の市中銀行など各種金融業が発達している。この市場がロンドン金融市場で世界三大金融市場の一角を成し、ロンドン証券取引所は世界屈指の証券取引所の1つに挙げられる。シティのほか、ホルボーン、フィンズベリーにも金融関連会社が多数存在する。
ロンドンはイギリスの国内総生産 (GDP) の約20%（4460億米ドル、2005年現在）を生み出し、ロンドン・コミューター・ベルト域内は欧州最大でイギリスの国内総生産の30%（6690億米ドル、2005年現在）を生み出している。ロンドンは群を抜いた金融センターで、ニューヨークと競う国際的に重要な都市である。
| ビジネス地区            | オフィス面積 (m2) | 業務集積                                                               |
| ----------------------- | ----------------- | ---------------------------------------------------------------------- |
| シティ                  | 7,740,000         | 金融、仲介、保険、法律                                                 |
| ウエストミンスター      | 5,780,000         | 企業の本社、不動産、プライベート・バンキング、ヘッジファンド、政府機関 |
| カムデン & イズリントン | 2,294,000         | クリエイティブ産業、金融、デザイン、アート、ファッション、建築         |
| カナリー・ワーフ        | 2,120,000         | 銀行・メディア・法律関連                                               |
| ランベンス & サザーク   | 1,780,000         | 会計、コンサルティング、地方自治体                                     |

ロンドンにはシティ、ウエストミンスター、カナリー・ワーフ、カムデン & イズリントン、ランベンス & サザークの5つの主要なビジネス地区がある。その重要性はオフィス面積で知ることができる。グレーター・ロンドンのオフィススペースは2700万平方メートルで、シティの800万平方メートルも含む。ロンドンは世界的にも高い賃料のオフィススペースとなっている。
メイフェアや セント・ジェームズの賃料は現在、一番高く1平方フィートあたり年間93ポンドである。ロンドンの最大の産業として金融は残り、イギリスの国際収支統計に大きく貢献している。シティには銀行、仲介業、保険、法律事務所、会計事務所などがある。ロンドンの第2の金融街はシティの東側に開発されたカナリー・ワーフで、HSBCホールディングスやバークレイズの2つ世界的な大銀行の本社やシティグループの欧州・中東・アフリカ本部、世界的な通信社ロイターがある。ロンドンは2009年現在国際通貨取引の36.7%が扱われ、1日平均1兆8500億米ドルが取引される。米ドルはニューヨーク以上に取引され、ユーロは他のヨーロッパの都市とともに取引されている。
約32万5,000人がロンドンでは2007年半ばまで金融サービス部門で雇用されていた。ロンドンは世界のどの都市よりも多い480の海外の銀行がある。現在、85%以上（320万人）の就業人口は第三次産業に雇用されている。その世界的な役割から2000年代後半以降の世界金融危機の影響を大きく受けている。シティでは1年以内で約7万人の雇用が失われることが予想されている。シティにはイングランド銀行やロンドン証券取引所、ロイズ保険市場がある。
FTSE100種総合株価指数にリストされる企業の半数以上、欧州の上位500の企業のうちの100社以上がセントラル・ロンドンに本社を置いている。70%を超えるFTSE100の企業がロンドン大都市圏に拠点を置いており、フォーチュン500の企業の75%はロンドンに事務所を置いている。
メディア産業はロンドンでは2番目に競争力がある産業である。BBCは重要な雇用主で、それ以外にもシティ周辺には放送局の本社が集まっている。多くのイギリスの新聞社の新聞がロンドンで編集されている。
ロンドンは主要な小売り部門の中心で、非飲食部門では世界のいずれの都市よりも高い売り上げがあり、合わせて642億ポンドの収益を上げた。ロンドン港はイギリスでは2番目に荷物取扱量が多い港で年間4500万トンを扱っている。

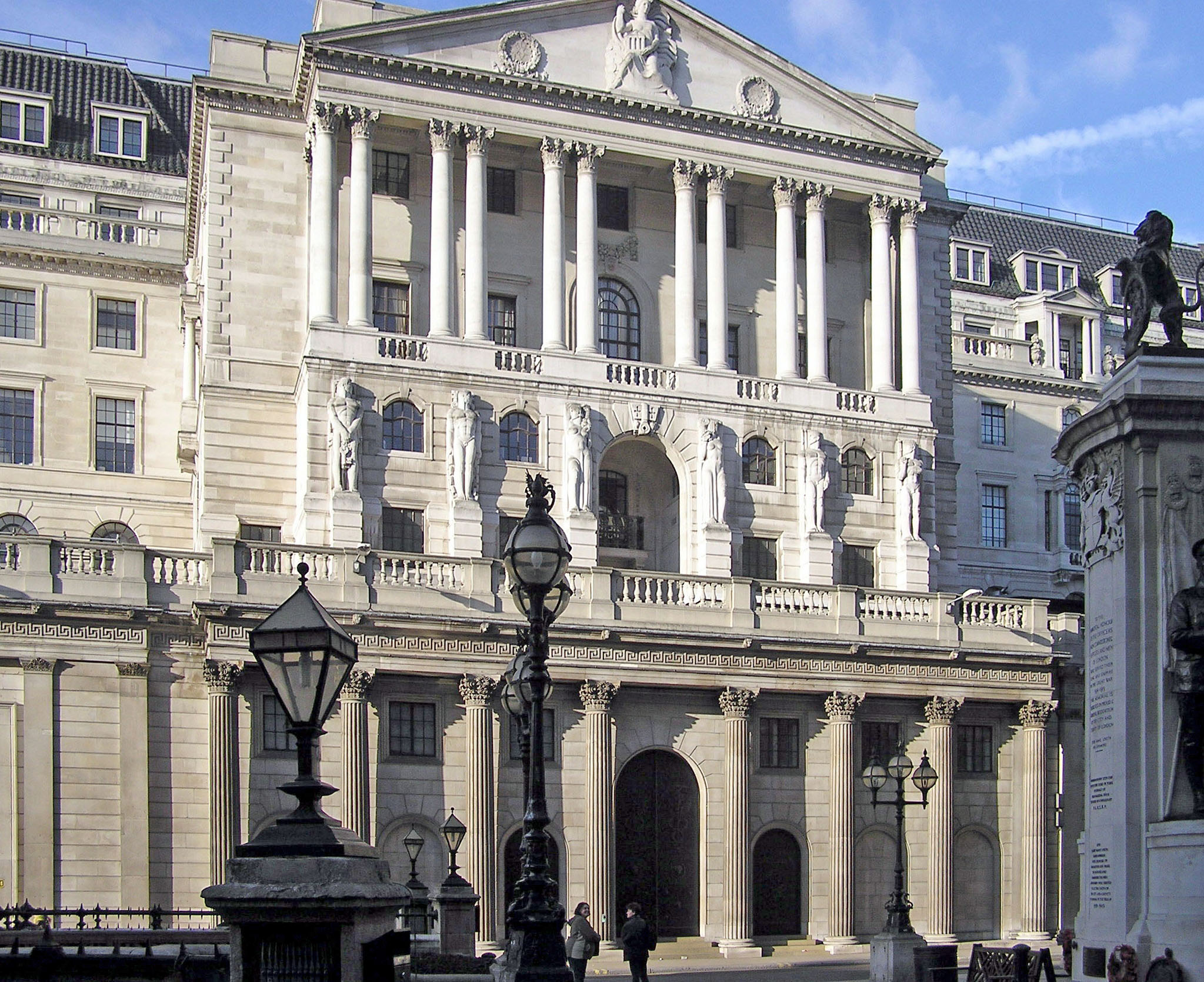
イングランド銀行本店

シティ中心部は、イングランド銀行やマンションハウスと呼ばれる市長公邸、商品・金融取引所のロイヤル・エクスチェンジが面する八叉路である。そこから南東には銀行や商社が立ち並ぶロンバード・ストリートが伸びる。コーンヒル（穀物丘）やポールトリ（家禽）、ミルク、ブレッド、チープサイド（安売り街）などの古くからの街路名や町名が現在も残っている。シティは女王の承認を得ていない唯一の自治体であり、独自の警察を有する。シティ西部のフリート・ストリートには新聞・通信社が集積し、通りの南側にあるテンプルはイギリスの法律家の最大の拠点である。元来テンプル騎士団のイングランド本部であったが、イギリスで最初の法学院が設置され、次世代の公判弁護士を育成する場所となった。付近には他に最高裁判所や公文書館もある。
ウェスト・エンドはシティの西側の地域であり、シティ・オブ・ウェストミンスターを中心とする。ウェストミンスターは国内最高級の住宅群を擁し、一見寂れた地区であっても資産価値は非常に高い。ウェストミンスター寺院やウェストミンスター大聖堂、国会議事堂、バッキンガム宮殿、政府庁舎、国内最大級の商業地区、スコットランドヤード（ロンドン警視庁）、ロンドンの大半の高級ホテル、美術館、博物館がある。
イースト・エンドは、シティの東端ロンドン塔から東方のリー川までの地域である。アイル・オブ・ドッグズ、ポプラー、マイル・エンドなど古くからの地名が今も残るが、公式には全てタワーハムレッツ区に含まれる。ドック地帯を有し、港としてのロンドンの機能を担う。歴史的には港湾労働者を中心とするスラム街でもあったため、トインビー・ホールのようなスラム改良運動のセルツメントも認められる。かつてはロンドンの最貧地区として知られ、現在はドックランズ、カナリー・ワーフの大規模な再開発地区として注目されている。
また、ロンドン自体が巨大な消費市場であるため、商業活動も活発である。ロンドンでは地域ごとに各業種が集中している。例えば、シティの金融業、スミスフィールドの食肉市場、スピタルフィールズおよびコヴェント・ガーデンから移設したナイン・エムルズの両青物市場、ウェスト・エンドのリージェント・ストリート、ボンド・ストリート、オックスフォード・ストリートの高級ショッピング街、ハーリーストリートの一流医院、紳士服のオーダーメイドはサヴィル・ロウ（日本語の「背広」の語源の一つとも言われる）、ウェストミンスターの行政機関、ブルームズベリーの教育機関といった具合である。

### 工業
19世紀から20世紀にかけてロンドンは主要な製造業の中心地で、1960年には150万人を超える工場労働者がいた。製造業は1960年代から劇的に傾き始めた。造船や家電、航空機製造、自動車製造など全ての産業が失われている。この傾向は続いており、ポンダーズの Aesica（以前のメルク・アンド・カンパニー）の製薬は2011年に終了し、ダゲナムのサノフィ・アベンティス（元のMay & Baker）の製薬も2013年に終了予定である。
今日残っている最後の産業プラントは  フォード・ダゲハムで、車体パネルの主要な生産地で世界最大のディーゼルエンジンの工場である。食品や飲料の製造もブリムスダウン工業団地にあるパン製造のWarburtons、チズウィックにあるビール醸造のフラーズビール醸造所、ヘイズにあるコーヒーやチョコレート製造のネスレ、シルバータウンにある砂糖、シロップ製造のTate & Lyleがある。ロンドンの製造業の就業人口は全就業人口の2.8%を占めるのみである。

### 農業
ロンドンの農業はグレーター・ロンドン地域の8.6%を占めるのみで商業的農業に利用され、かなり小規模な事業形態でありほとんどはグレーター・ロンドンの外縁部に近い所で行われている。市街地近くには僅かな都市農園とおよそ3万ヶ所のコミュニティ・ガーデンがある。グレーター・ロンドン地域には135.66平方キロメートル (135,660,000 m2) の農地が占めている。ロンドン地域のほぼ全ての農地は成長する文化のための礎である。

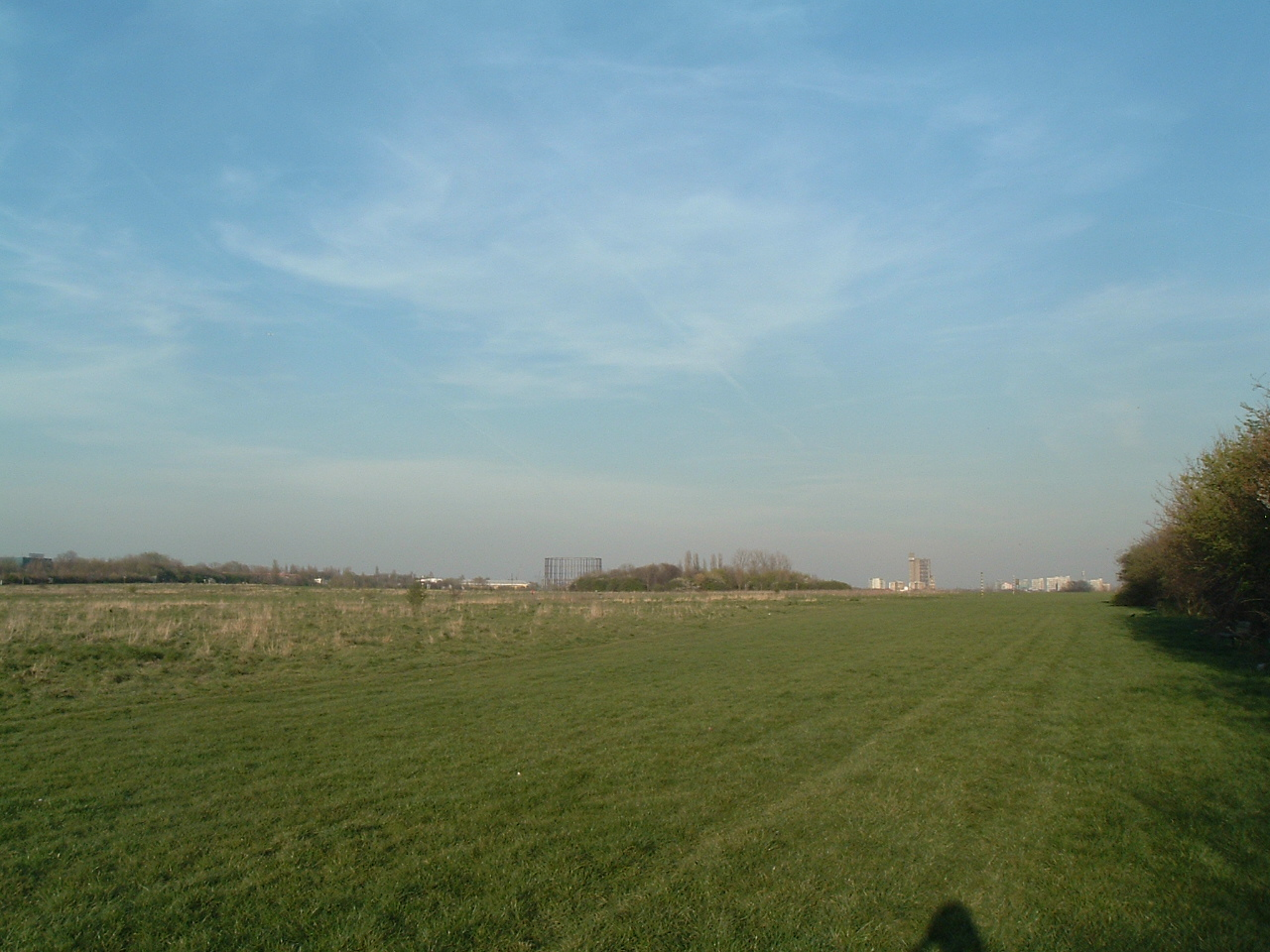
Wormwood Scrubsの共有地の一部

現在、グレーター・ロンドンを構成する多くのエリアは以前は農村か郊外の農地であったが、今でもイーリング・コモンやリンカーンズ・イン・フィールズ、シェパーズ・ブッシュ、ワームウッド・スクラブなど昔の地名を保っている。
1938年、グレーター・ロンドンはイギリスでグリーンベルト (en) の政策が用いられる最初の地域となり、スプロール現象を防止するためメトロポリタン・グリーンベルトが導入された。2005年にADASにより行われた農業統計調査によれば 423の借地がロンドンのメトロポリタン・グリーンベルトの一部分を占めており、イギリスの総数の0.25%を占めている。管理されている土地の総計は1万3,608ヘクタールで、半分は貸借されている。
10%未満の土地では有機農法の作物栽培に利用され、農業の経済への寄与は多様化した活動を除くと800万ポンド未満である。一方で、ロンドンの農産業は多角化に関わる活動にずっと依存していることが示されており、農業収入の3分の1はそれらに起因し国の平均を超えている。報告書では農業はロンドンの経済にとって重要ではないが、不可欠な役割があると述べている。
報告書では農業は主にロンドン北東部に集中しているが、数値は耕作適地だけが含まれている（周辺のイースト・オブ・イングランドやサウス・イースト・イングランドは穀物栽培が一般的である）。また、畜産業は近年ではインフラの不足（食肉処理場や市場への乏しいアクセス）や都市外縁部への近さなどから減少していると述べられている。
園芸農業は主にテムズ川南部のロンドン東部の限られた場所で行われている。ADASの調査だけでなく、2004年の Farmer's Voiceで実施された調査では農業従事者の多数はより広く厳格に押し付けられたグリーンベルトの規制は多角化の大きな障害と考え (47%)、続いて高いのは資金の不足で (35%)、両方の調査で明らかになったのは欧州連合の共通農業政策は多角化を進めるにあたって、ほとんど障害はないと認識されていることである。ロンドンのグリーンベルトでの農業収益は増加を示しており、1999年には僅か4%のロンドンの農場だけが利益が増加したか維持しただけだが、2008年には27%に増えている。1999年の調査では48%が事業の存続を恐れていたが、2008年には23%であった。グレーター・ロンドン地域での都市農業を後押しする取り組みも推進されている。

### 観光
ロンドンには、ロンドン塔、キューガーデン、ウェストミンスター宮殿（聖マーガレット教会を含む）、グリニッジ（グリニッジ天文台跡をグリニッジ子午線が通る）の4つの世界文化遺産が存在する。他の有名なランドマークとしては、バッキンガム宮殿、ロンドン・アイ、ピカデリーサーカス、セント・ポール大聖堂、タワーブリッジ、トラファルガー広場、ウェンブリー・スタジアムがある。多数の博物館、美術館、図書館といった文化施設や、スポーツイベント、文化機関も存在する。大英博物館、ナショナル・ギャラリー、テート・モダン、大英図書館、ウィンブルドン選手権、40軒の劇場が軒を連ねるウェスト・エンド・シアターは代表的なものである。

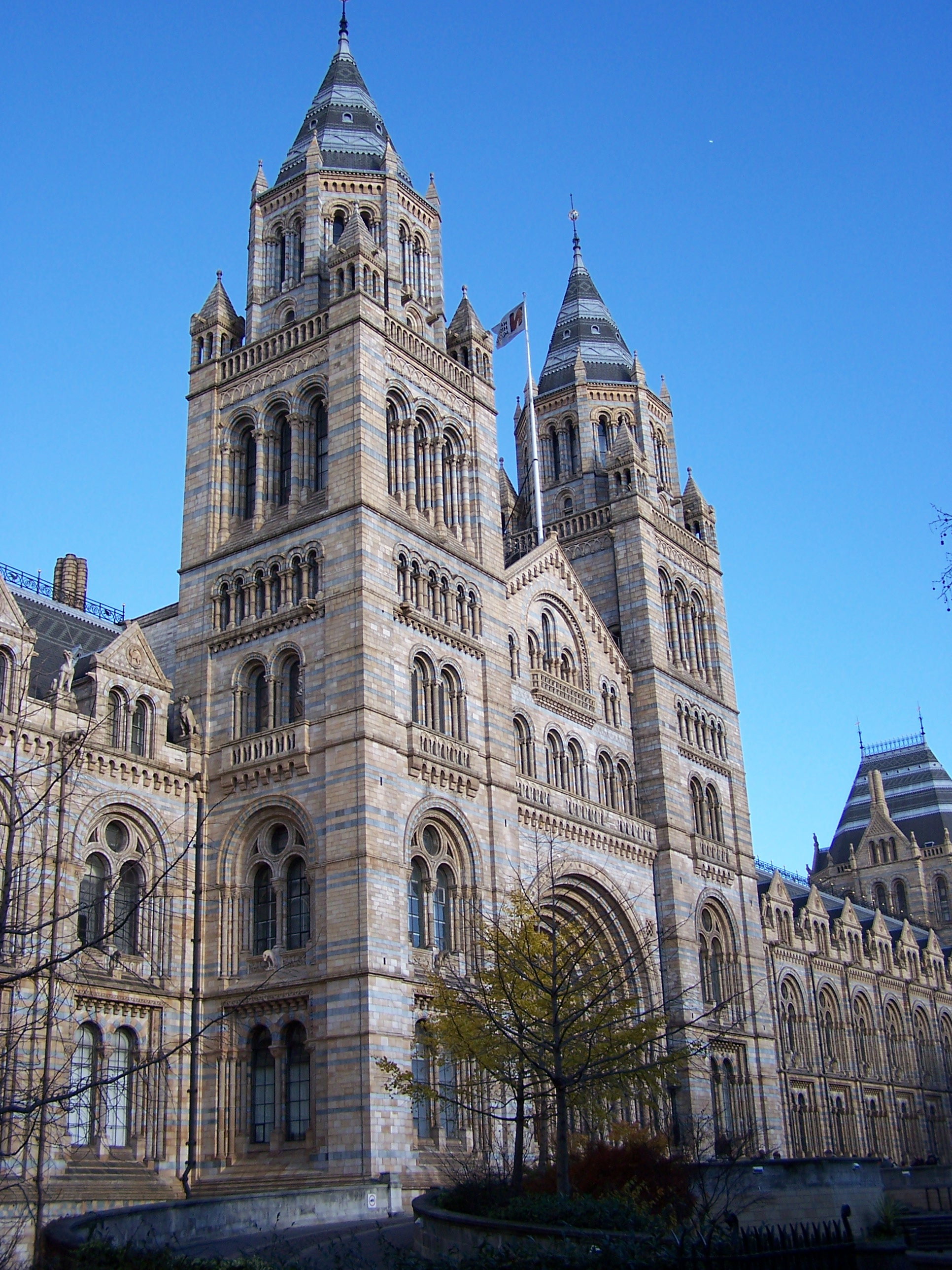
ロンドン自然史博物館

ロンドンは著名な観光地の一つであり、主要な産業の一つであり2003年に観光関連の産業に雇用されるフルタイムの労働者は350,000人であった。ロンドンを訪れる観光客が1年間に使う費用は全体で150億ポンドで、海外からの観光客は年間1400万人にも上りヨーロッパでは最も人が訪れる都市である。ロンドンでの観光客の延べ宿泊日数は年間2700万泊である。2015年にロンドンで最も観光客が訪れた場所は以下の通り。
1. 大英博物館
2. ナショナル・ギャラリー
3. ロンドン自然史博物館
4. サウスバンク・センター
5. テート・モダン
6. ヴィクトリア&アルバート博物館
7. サイエンス・ミュージアム
8. サマセット・ハウス
9. ロンドン塔
10. ナショナル・ポートレート・ギャラリー

## 交通
交通の分野はロンドン市長が掲げる主要な4つの管理政策のうちの一つであるが、ロンドンに乗り入れる長距離鉄道に関しては財政的に関知していない。2007年以降、市長はロンドン地下鉄および路線バスに加えて、ロンドン・オーバーグラウンドを構成する複数のローカル路線の管理権限を有する。公共交通機関はロンドン交通局 (TfL) が運営しており、世界屈指の高密度な交通網を形成する。自転車はロンドン周辺でも次第に普及し始めている。ロンドン・サイクリング・キャンペーンは、自転車の利用環境整備のためロビー活動を行っている。
1933年、ロンドン地下鉄や路面電車、路線バスといった交通機関の運営組織が統合され、ロンドン旅客輸送局とロンドン交通が設立された。ロンドン交通局 (Tfl) は制定法により設立された機関であり、グレーター・ロンドン内の大部分の公共交通機関に対して管理権限を有し、委員会や理事はロンドン市長により任命されている。

### 道路

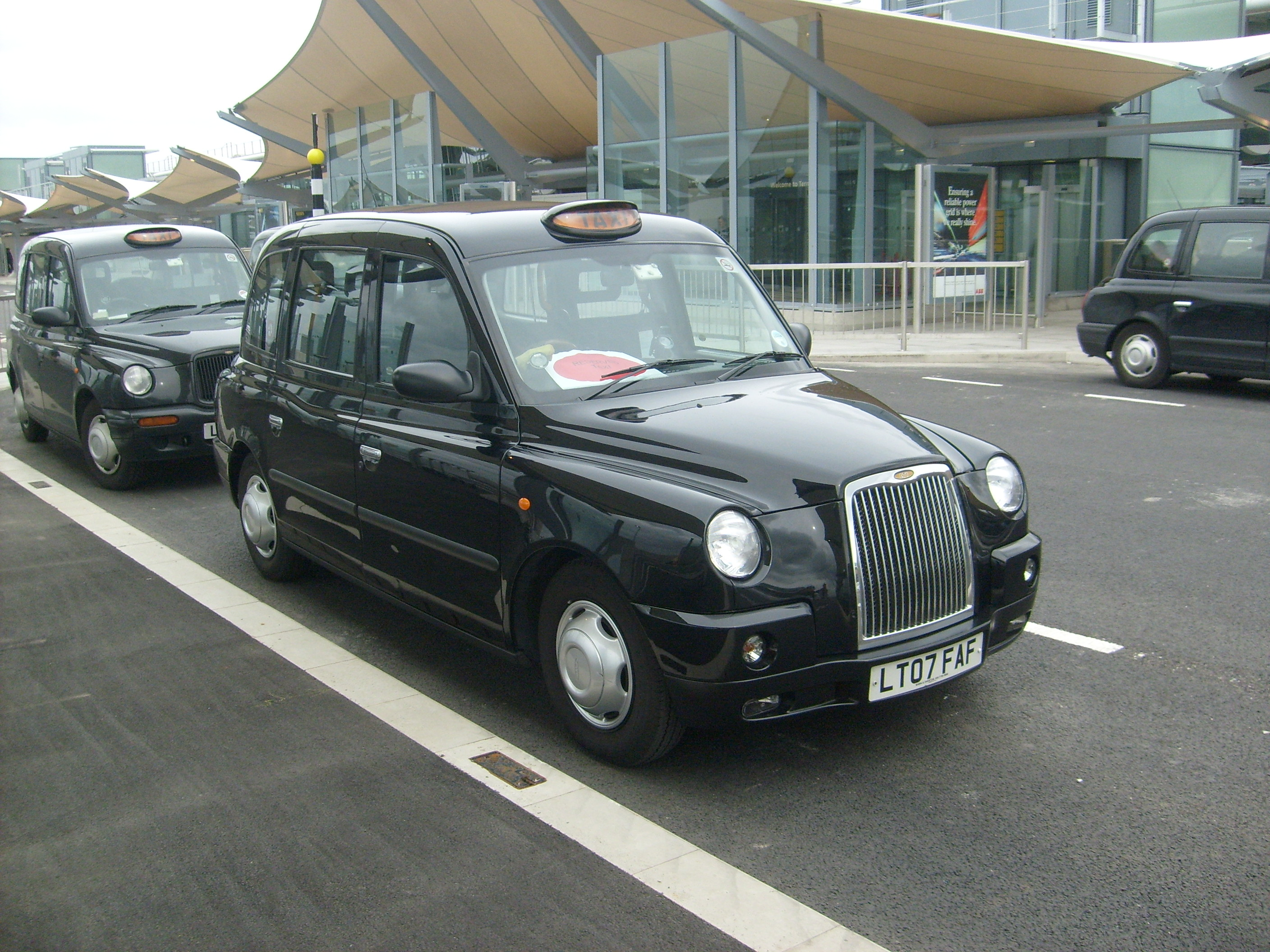
ロンドンタクシー

セントラル・ロンドンでは高密度な公共交通網が機能しているが、郊外では車が一般的である。ロンドンの高速道路には、放射線や環状線が存在する。ロンドン中心部の環状線としては、ロンドン環状線がある。近郊の高速道路としては、北環状線のA406道路および南環状線のA205道路があり、郊外の環状線としてはM25モーターウェイがある。環状線は交通量の著しい数多くの放射線と接続し、またインナー・ロンドンを貫通する高速道路も存在する。M25は世界最長の環状道路であり、195.5 km (121.5 mi) の長さを有する。A1やM1モーターウェイは、エジンバラ、リーズ、ニューカッスル・アポン・タインと各々接続している。
1960年代、ロンドン全域を網羅する高速道路の建設計画としてロンドン・リングウェイズが存在したが、大部分は1970年代に中断された。2003年、コンジェスチョン・チャージがロンドン中心部の交通量を減らすため導入された。ロンドン中心部において交通量が著しく多いと指定を受けた区画に流入する場合、僅かな例外を除き、自家用車の場合で1日当たり10ポンドの課金が請求される。コンジェスチョン・チャージの指定区画に居住する運転ドライバーは、指定区画用のシーズンパスを購入し、月ごとに更新している。シーズンパスの購入代金は、区画内を運行する路線バスの運賃より安価に設定されている。ロンドンの交通渋滞は有名であり、特にM25の混雑度は顕著である。ラッシュ時の車の平均速度は 10.6 mph (17.1 km/h) である。当局による当初の予測では、コンジェスチョン・チャージの導入により、1日当たりのピーク時におけるバスや地下鉄といった公共交通機関の利用者数は2万人増加し、交通量は10-15%減少し、道路網の交通の流れを10-15%高め、渋滞は20-30%減少するとしていた。コンジェスチョン・チャージ導入後、歳月を経て、当局自身による発表によれば、平日にロンドン中心部に流入する車の台数は19万5,000台から12万5,000台に減少し、率にして35%減少したとしている。
世界的にも有名なブラックキャブ (black cab) と呼ばれるロンドンタクシーが市民の足として親しまれている。運転手となるには難関の試験を突破しなければならない。市内道路の半分以上は一方通行であり、時に遠回りせざるを得ない。そのため一見高めに映るロンドンタクシーの運賃は、一方通行と進行方向が同じ場合は日本のタクシー料金と大差なく、一方通行と進行方向が異なる場合は運賃が比較的高くなる。また、営業免許を持たない合法の個人タクシーはミニキャブ (mini cab) と呼ばれ、市民の間ではブラックキャブより運賃が割安という理由でより一般的である。

### バス・トラム

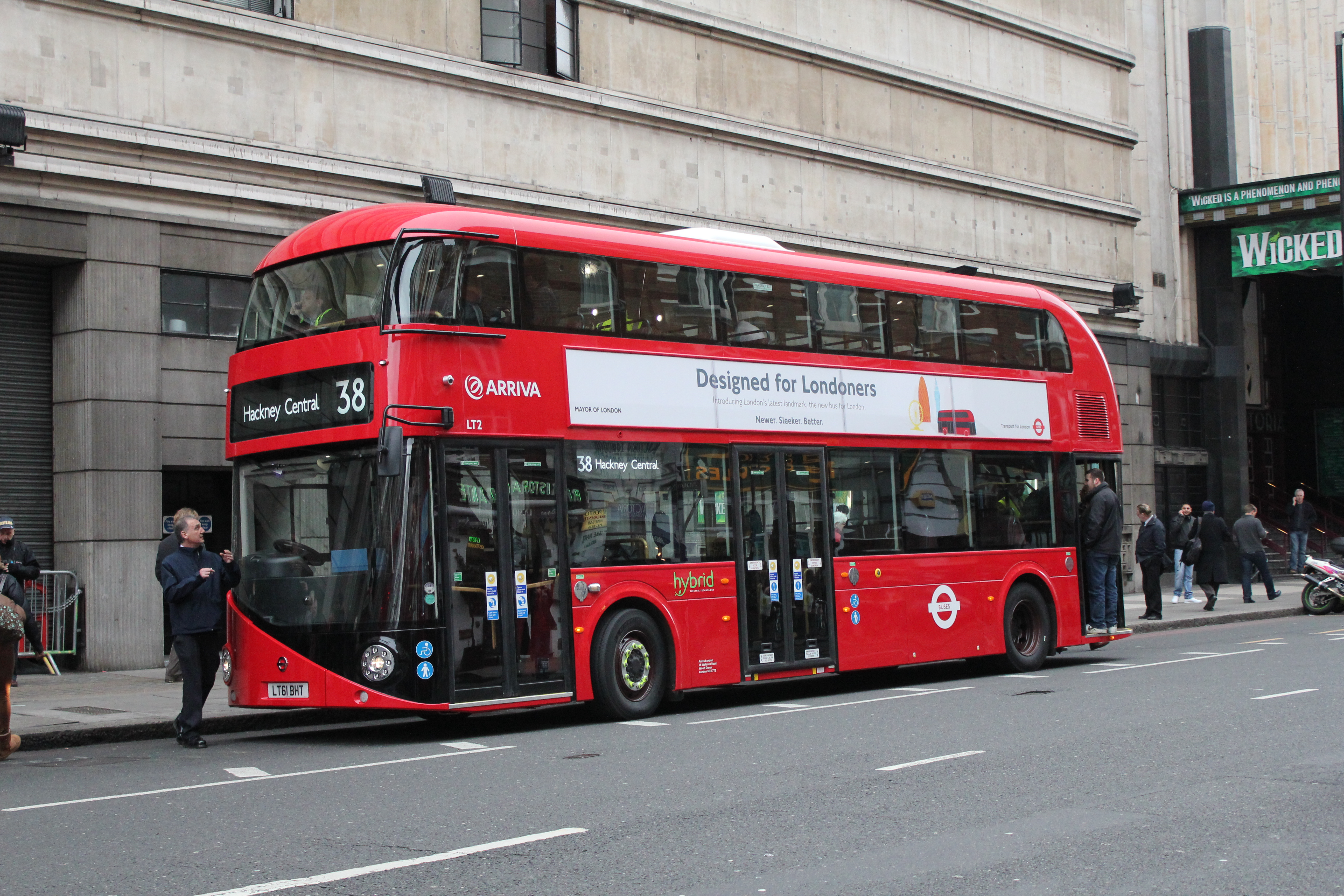
ニュールートマスター

ロンドンバスは世界最大規模の路線バス網を形成し、毎日24時間、8,000台のバス車両を用いて700路線の運行を行い、平日1日当たり600万人が利用している。2003年の路線網全体のトリップ数は15億回であり、地下鉄の乗車回数を上回る身近な交通手段として利用されている。収益としては毎年8億5000万ポンド計上している。ロンドンは車椅子で移動可能な範囲が世界最大とされ、2007年からは音声や映像案内といった視覚障害者に対応した設備導入により、利便性がより向上している。ロンドン市内を縦横に運行する赤い2階建てバス（ダブルデッカー）が世界的に有名であり、安価な市民の足として親しまれている。
旧型の赤い2階建てバスであるルートマスターは2005年12月をもって一般路線から廃止された。この理由として、車掌が同乗する旧型よりもワンマンバスの方が効率が良いのに加え、開け放した乗降口は危険であり、身体障害者にとっても不便だったことが挙げられる。旧型車両はロンドン中心部の観光名所を巡る15番（トラファルガー・スクエア／タワー・ヒル）で一般車両に混じり、夏季土休日の日中に運行されている。現在、後部プラットフォームの使用とアクセシビリティ確保のために3つのドアと2つの乗降階段を備えたニュールートマスターがロンドン中心部で運行されている。
トラムリンクは、サウス・ロンドンのクロイドンを基点に路線を展開している。3路線・39駅を有し、2008年における年間利用者数は2650万人であった。2008年6月、ロンドン交通局はトラムリンクの管理運営権を完全に所有し、2015年までに5400万ポンドの設備投資を行う予定である。2009年にはトラムの全車両を刷新している。

### 鉄道

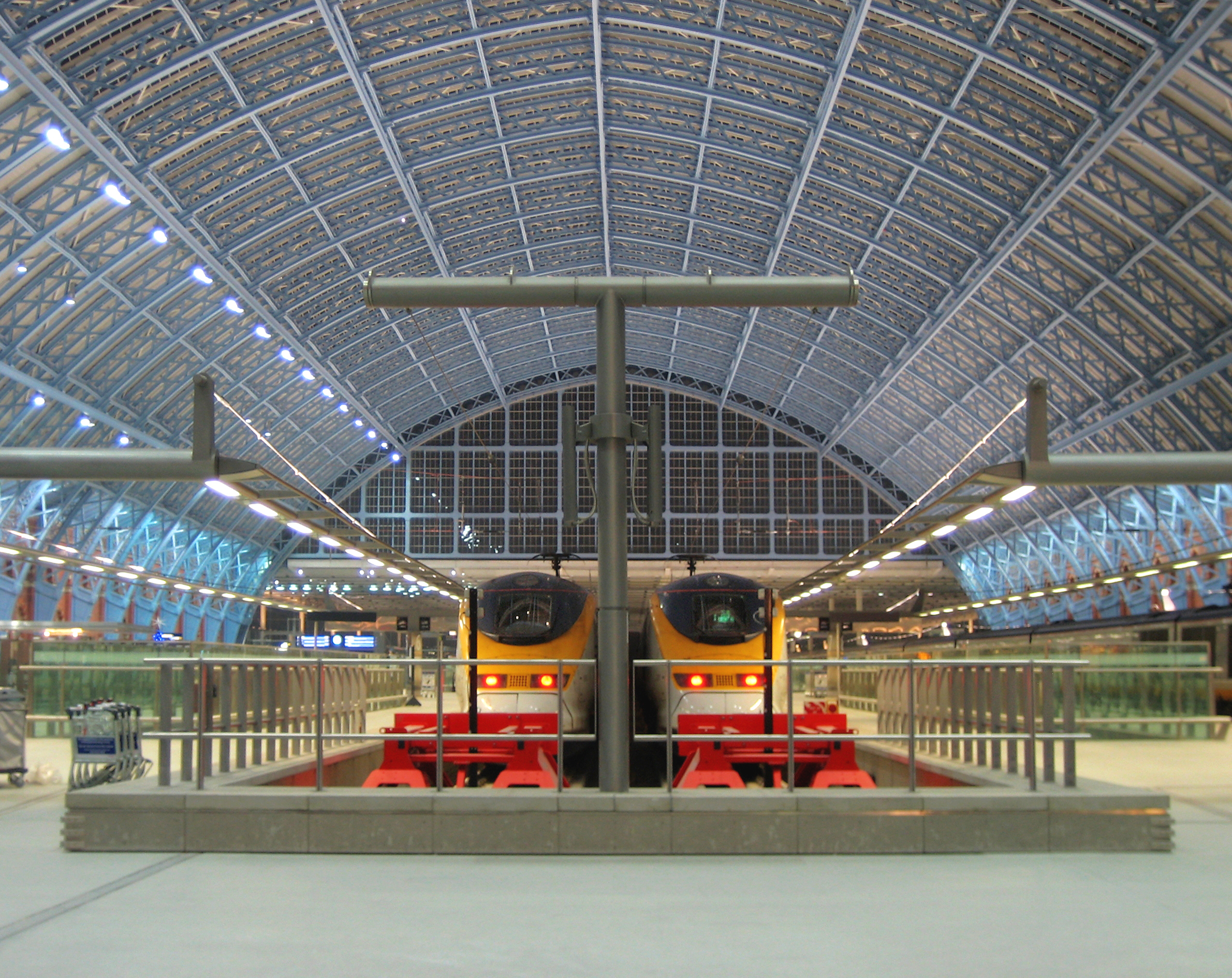
セント・パンクラス駅

ロンドンにはイギリス各地や大陸ヨーロッパを結ぶ長距離路線のターミナル駅が方面別に複数存在し、南東部の通勤路線と共に鉄道網の一大拠点となっている。
国が関与する公的企業のネットワーク・レール社は利用者数の多い18の主要駅については直接管理運営しており、この内ロンドンにある駅は次の通りである。北部地方への列車が発着するユーストン駅やセント・パンクラス駅、キングス・クロス駅、東部へのリバプール・ストリート駅やキャノン・ストリート駅、フェンチャーチ・ストリート駅、ロンドン・ブリッジ駅、チャリング・クロス駅、南部へのロンドン・ブリッジ駅やウォータールー駅、ロンドン・ヴィクトリア駅、西部へのパディントン駅である。なお、セント・パンクラス駅はヨーロッパ大陸へ通じる特急列車ユーロスターの発着駅で、パディントン駅はヒースロー空港へ通じるヒースロー・エクスプレスおよびヒースロー・コネクトの発着駅でもある。
ロンドンにある特定のナショナル・レールの駅はロンドン・ステーション・グループと総称される。グループ外の駅で発券された切符において便宜的に同一箇所として扱われ、券面に「ロンドン・ターミナル」と表記される18駅が対象である。全ての駅がトラベラルカード・ゾーン1に位置し、この内大部分の駅がロンドン市内を取り囲むように置かれ、各駅間は地下鉄で結ばれる。現在、ロンドン・ステーション・グループとして扱われている駅は次の通りである。
- ブラックフライアーズ駅
- キャノン・ストリート駅
- チャリング・クロス駅
- シティ・テムズリンク駅
- ユーストン駅
- フェンチャーチ・ストリート駅
- キングス・クロス駅
- リバプール・ストリート駅
- ロンドン・ブリッジ駅
- メリルボーン駅
- ムーアゲート駅
- オールド・ストリート駅
- パディントン駅
- セント・パンクラス駅
- ヴォクソール駅
- ロンドン・ヴィクトリア駅
- ウォータールー駅
- ウォータールー・イースト駅

かつての国鉄は解体され、官民協力体制 (Public Private Partnership) の下で委託経営が行われている。線路や駅の保有・維持管理はネットワーク・レール社が行い（民営化から2001年まではレールトラック社、この会社は破綻しネットワーク・レールに引き継がれた）、各路線の列車運行は複数の民間会社が運営する上下分離方式が採用されている。これらの民間会社はナショナル・レールの共通ブランドを用い、国鉄時代から使われている標章を使用しており、民営化以後も乗車券の販売などにおいて一体化された事業が提供されている。
1999年にはパディントン駅付近で列車衝突事故が発生し、さらにその直後にも再び重大事故が度重なるなど、イギリス、特にロンドンの鉄道は大きな政治課題になっている。事故が続発した大きな要因としては株主への利益還元を重視し過ぎたレールトラック社が列車運行に責任を持たず、整備を疎かにしたためとされている。
2007年、ユーロスターはロンドンの発着駅を開業以来ウォータールー駅としていたがセント・パンクラス駅に変更した。発着駅変更以前は途中区間で在来線を走行するため、イギリス国内で速度を上げられないという課題があった。そこで専用の高速新線 (CTRL) を建設したことで最高時速約300キロメートルでの運行が可能になり、遅延が常態化していたユーロスターの定時性も向上した。2009年6月からは395形電車を使用したロンドン-ケント州間を運行するイギリス国内の高速鉄道サービスが開始された。

### 地下鉄

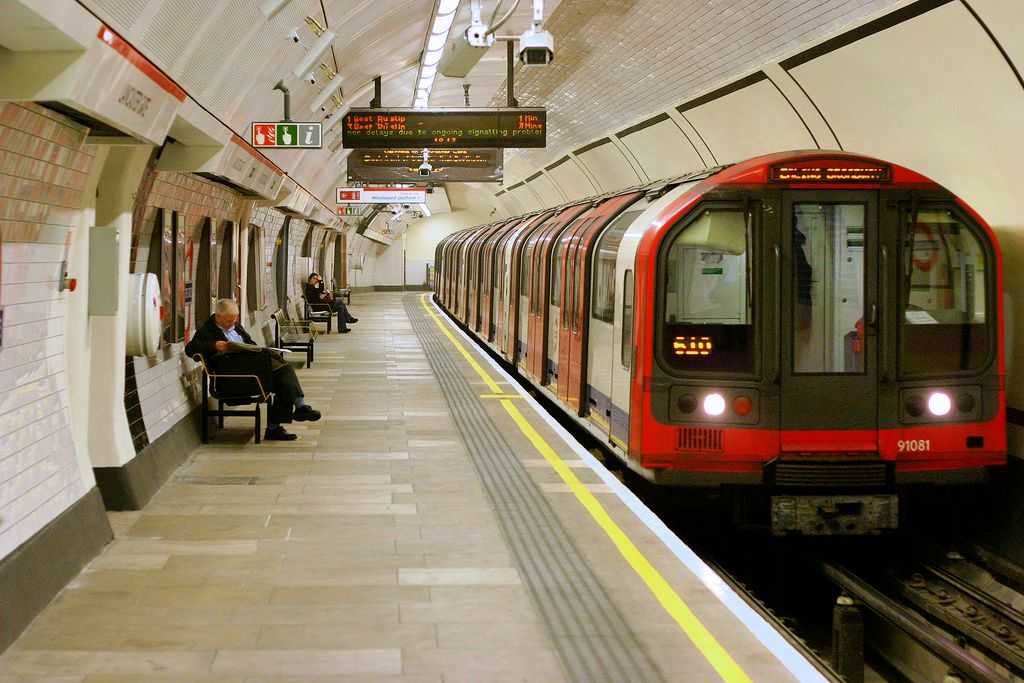
ロンドン地下鉄

ロンドン地下鉄は現在ではチューブ "the Tube"と呼ばれ、この名称が表す区間は地下深い路線に限られ浅い深さに造られた古い路線とは異なっている。営業距離は上海地下鉄に次いで世界で2番目に長い。1863年に遡る地下鉄システムで270の駅があり、設立当初はいくつかの私営の企業に分かれておりその中には最初の地下電化路線を運営したシティ・サウスロンドン鉄道も含まれる。2013年1月10日には運行開始から150周年を迎えた。
毎日300万人を超える旅客数があり、路線全体で年間10億人の旅客数がある。2012年の夏のオリンピックに向け70億ポンドを信頼性の向上や混雑の緩和に投資する。ロンドンの公共交通機関は良い状態にあるとされている。世界で最初に開通した地下鉄であるロンドン地下鉄は、世界有数規模である12の路線網を有する。ただし、遅延の常態化が課題として存在する。乗り場への出入りには大型エレベータを設置していることが多いが、一部施設はエスカレーターが木製であるなど老朽化が見られ様々な刷新の計画がある。1987年11月にキングス・クロス駅で発生した火災では31人の犠牲者を出した。2005年7月にはロンドン同時爆破事件が発生し地下鉄乗客に被害が出た。地下鉄に類似した輸送機関としては、新交通システムであるドックランズ・ライト・レイルウェイ、ロンドン都心の地下を南北に貫通する英国鉄道のテムズリンクが存在する。2007年10月にはロンドンを東西に貫通するクロスレールの建設が決定され、2017年の開通が計画されている。なお、普通運賃で乗ると初乗り料金が4ポンドと非常に高いため、トラベルカードと呼ばれる一日乗車券などの各種割引制度や割引運賃が適用されるオイスターカードを利用する人が多いが、オイスターカードを利用した乗車についても徐々に値上げされている。2012年のオリンピック開催中、地下鉄の1日の旅客数は過去最高の440万人を記録した。通常1日当たりの旅客数は380万人程度である。

### 空港

ヒースロー空港T5

ロンドンは世界最大の都市空域における国際航空輸送の中枢である。8つの空港が単語に London の名称が使われているが、
- ロンドン・ヒースロー空港
- ロンドン・ガトウィック空港
- ロンドン・ルートン空港
- ロンドン・スタンステッド空港
- ロンドン・シティ空港
- ロンドン・ビギン・ヒル空港

の6つの空港が最も交通量が多く一つの都市圏では最大の国際線の旅客数を誇っている。ロンドン・ヒースロー空港はイギリスのフラッグキャリア、ブリティッシュエアウェイズ (BA) の一大拠点空港である。2008年3月に第5ターミナルがヒースロー空港に開業した。計画にあった第3滑走路や第6ターミナルは2010年5月12日に政権により取り消されている。2011年9月に個人用高速輸送システム（新交通システム）が開業し、近くの駐車場と結んでいる。
同程度の交通量の近距離便や格安航空会社 (LCC) をロンドン南部のウェスト・サセックスにあるロンドン・ガトウィック空港が扱っている。
ロンドン・スタンステッド空港はロンドン北東部のエセックスにありライアンエアーがハブ空港としている。ロンドン北部のベッドフォードシャーにはロンドン・ルートン空港がありLCCの近距離便のほとんどが拠点とする。ロンドン・シティ空港はロンドンの主要な空港の中では一番規模が小さく、ビジネストラベラーを対象としフルサービスの短距離定期便とかなりの交通量のビジネスジェットを扱っている。
ロンドン・サウスエンド空港はロンドン東部のエセックスにあり、小規模な地域空港でLCCの近距離便を扱っている。最近では大規模な改良工事計画が行われ新しいターミナルや滑走路の延長、新たな鉄道駅の整備などが行われロンドン都心部との連絡が高速化される。イージージェットが現在拠点としている。
日本との間には、日本航空や全日本空輸が東京国際空港から、ブリティッシュ・エアウェイズが東京国際空港や関西国際空港からそれぞれヒースロー空港へ就航している。

### ロープウェイ

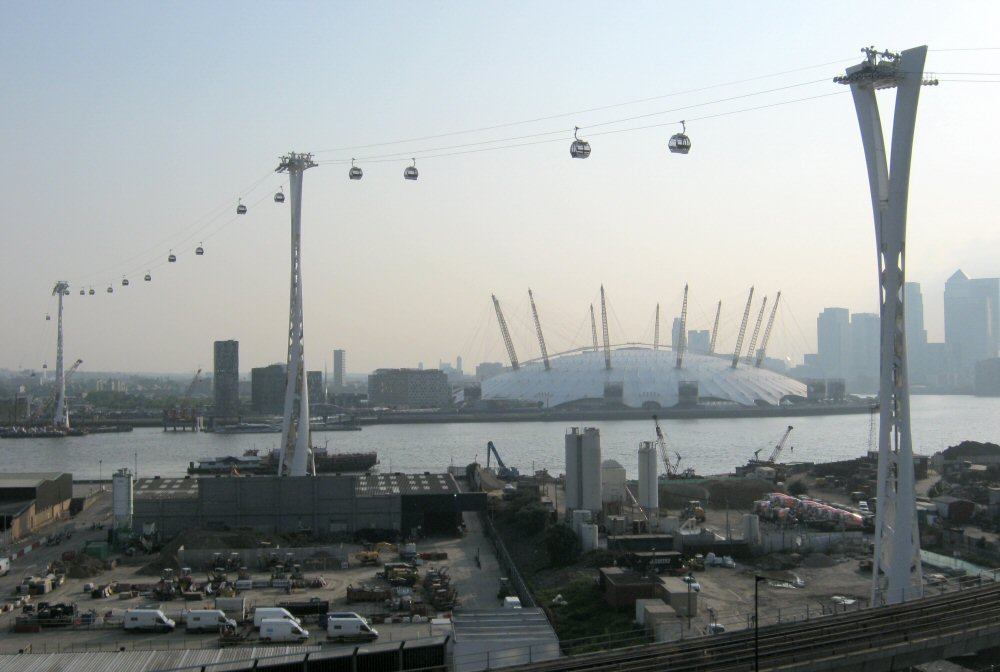
テムズケーブルカー

ロンドンでは最初のそして唯一のロープウェイは2012年6月に開業したエミレーツ・エア・ライン (Emirates Air Line) またはテムズケーブルカーの名称で知られるものである。ロープウェイはテムズ川を横断し、グリニッジ・ペニンシュラとシティの東側のロイヤル・ドックスを結び、ロンドンのオイスターカードのシステムに含まれカードの利用が可能である。

### 自転車

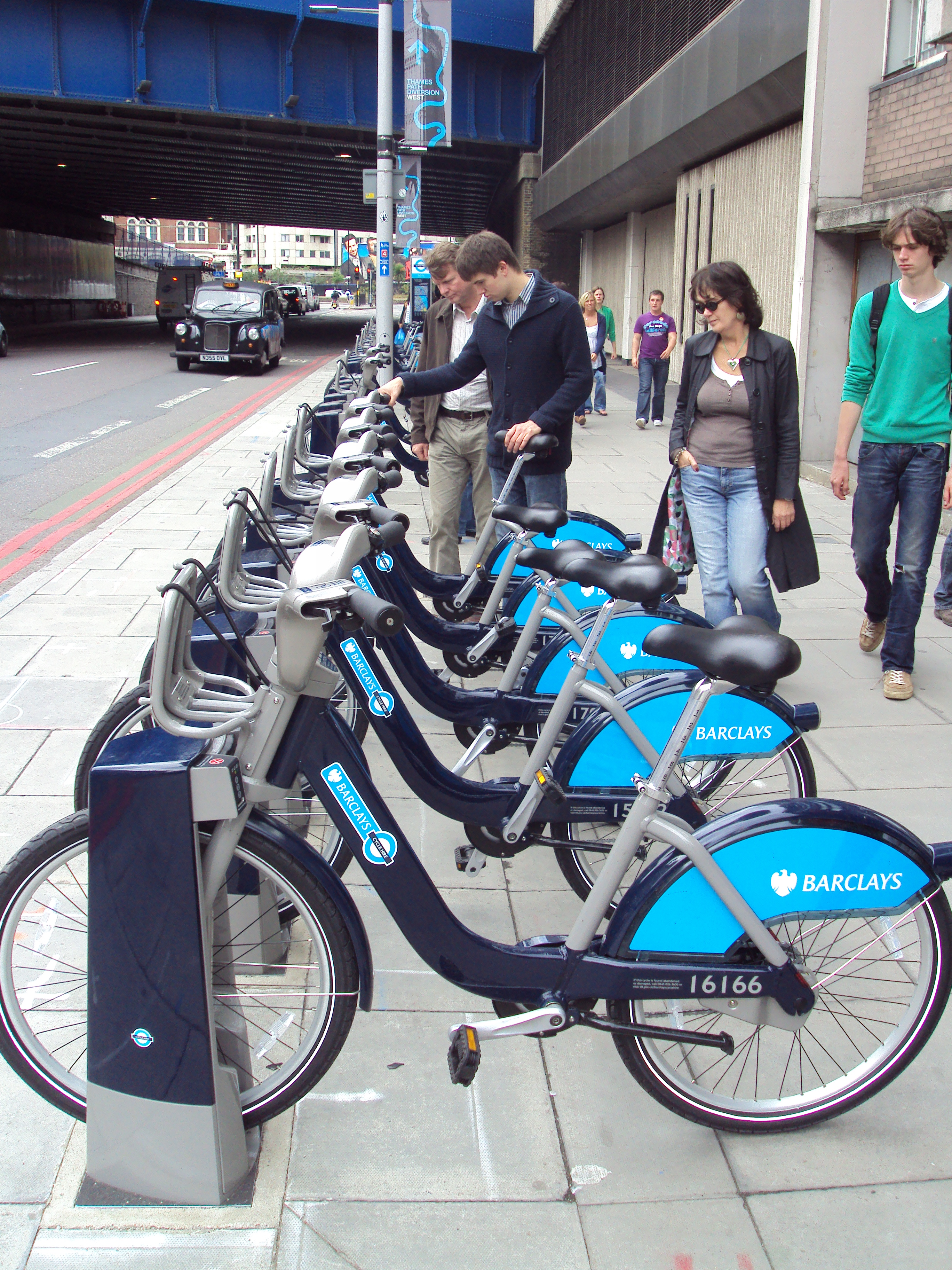
サザーク・ストリートのバークレイズ・サイクルハイアーの駐輪ステーション。2017年6月現在は、サンタンデールの協賛による「サンタンデール・サイクルハイアー」となっている。

ロンドンでサイクリングを楽しむことは21世紀に変わってから復活している。サイクリストは公共交通機関や車などを利用するより安価でより速く楽しむことが出来、2010年7月にバークレイズ・サイクルハイアーと呼ばれるレンタサイクルの制度が導入されて成功し、一般に受け入れられた。2017年6月現在は、スポンサーがサンタンデールに代わり、「サンタンデール・サイクルズ (en) 」という名称で同様のサービスが実施されている。

### 港湾・水上交通

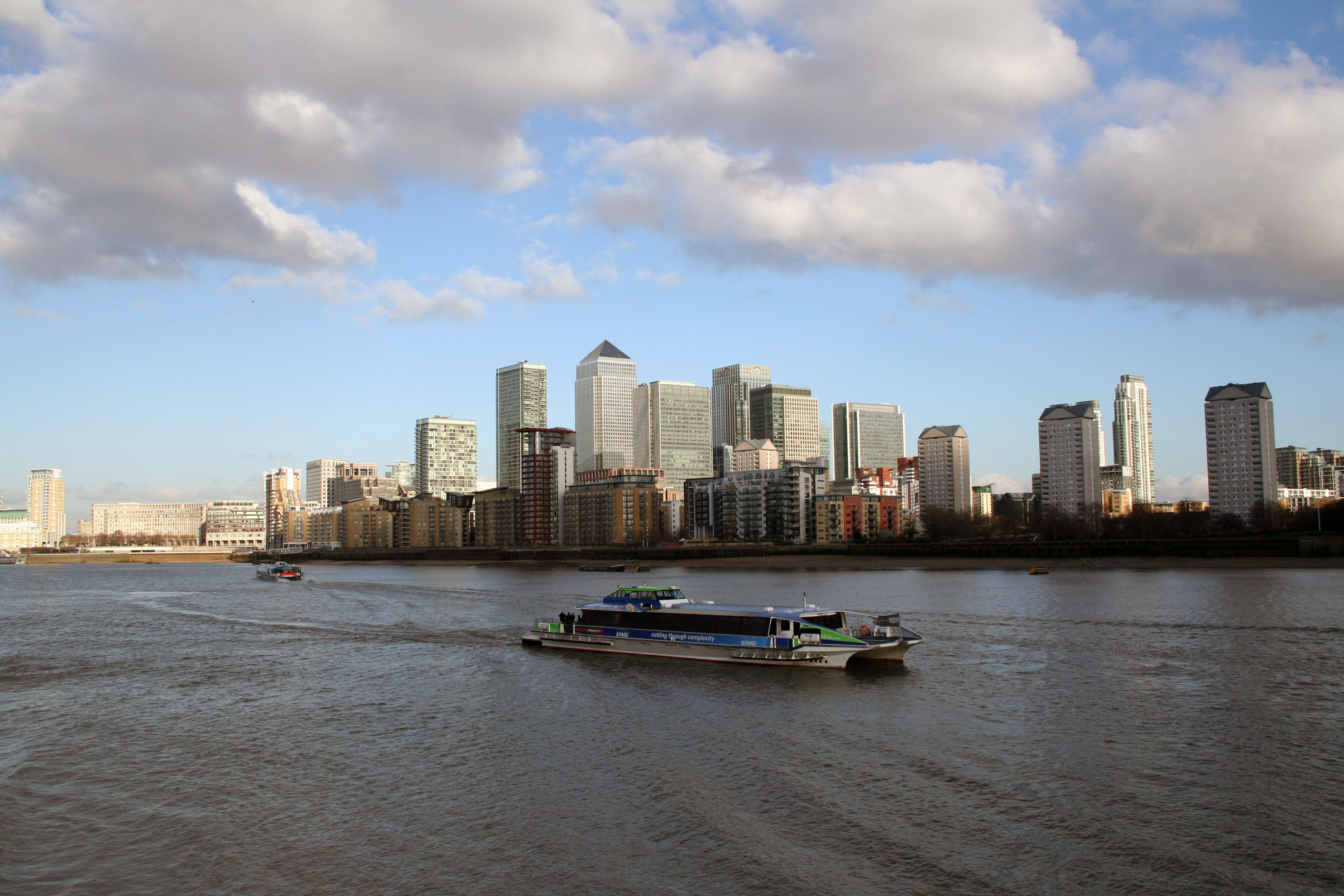
テムズ・クリッパーズ

かつては世界最大の港であったロンドン港は、現在ではイギリスで2位を占めるのみであり、毎年4500万トンの貨物を取り扱う。実際には、ロンドンの貨物の大部分はグレーター・ロンドン域外のティルバリー港が担っている。ロンドンではまた、テムズ川を利用した水上バスの運航も頻繁にされておりテムズ・クリッパーズとして知られている。20分毎にエンバンクメント・ピアとノーズグリニッジ・ピアを結んでいる。ウーリッジ・フェリーは毎年250万人の旅客を運航し、ノース・サーキュラーロードとサウス・サーキュラーロードを頻繁に結んでいる。他の運航事業者も通勤客向けや観光客向けの両方でロンドンで運航を行っている。

## 教育

### 高等教育

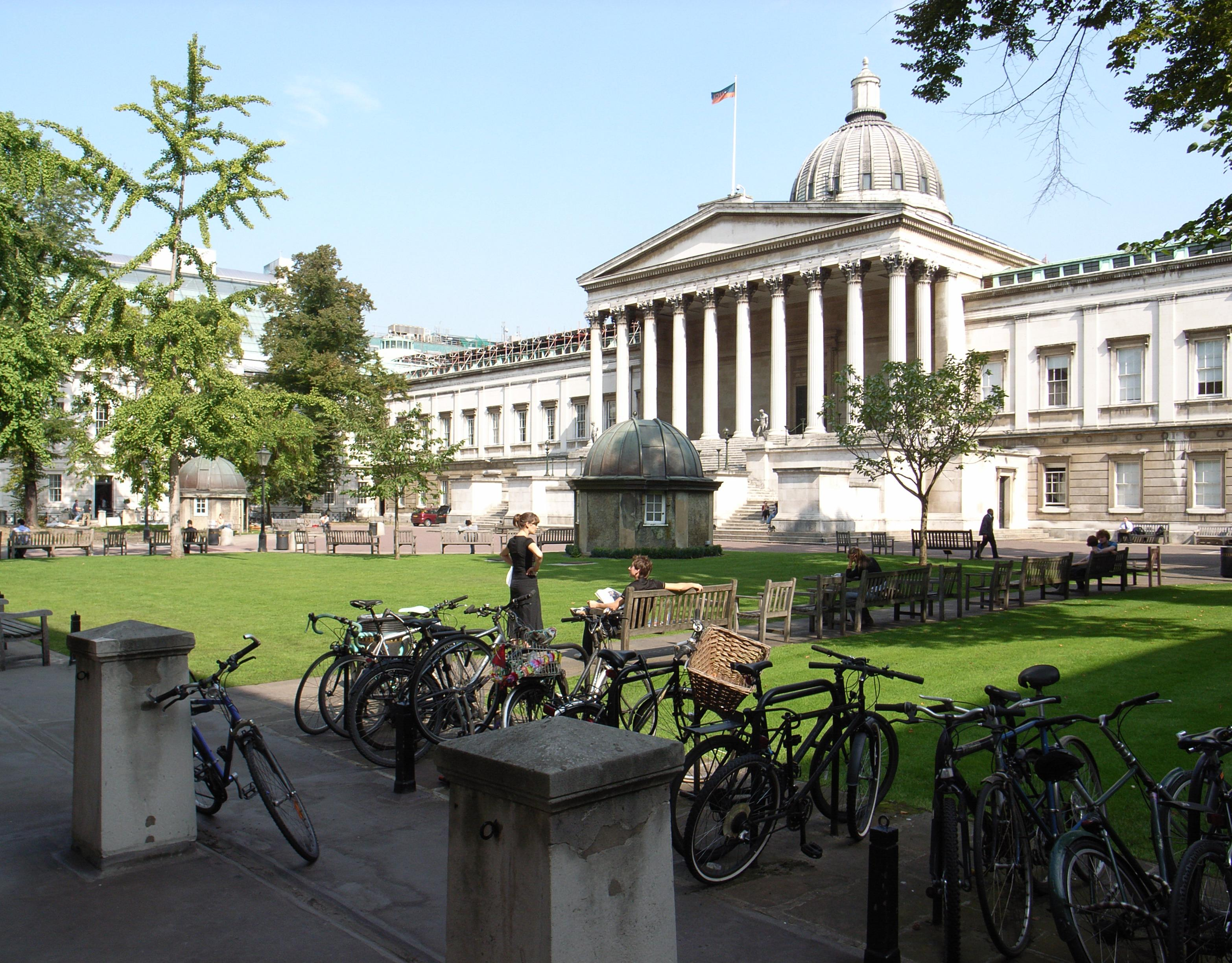
ユニヴァーシティ・カレッジ・ロンドン

ロンドンは高等教育や研究機関の中心で43の大学が集中するヨーロッパ最大の高等教育の一大中心地である。2008-2009年には高等教育を受ける学生数は41万2,000人でこの数はイギリス全体の17%を占め、内訳は学士レベル28万7,000人、大学院レベル11万8,000人である。2008-2009年にロンドンで学んだ留学生は9万7,150人に上りこれはイギリス全体の25%を占める。
多くの世界をリードする教育機関がロンドンを拠点にしている。2011年のQS World University Rankings (en) では世界でインペリアル・カレッジ・ロンドンは6位、ユニヴァーシティ・カレッジ・ロンドンは7位、キングス・カレッジ・ロンドンは27位に付けている。ロンドン・スクール・オブ・エコノミクスは教育と調査で世界をリードする社会科学機関と見なされている。ロンドン・ビジネス・スクールは世界で一流のビジネススクールの一つとして考えられ、2010年にMBAの教育課程でフィナンシャル・タイムズから世界最高の評価を得ている。
ロンドン大学で学ぶ学生は12万5,000人おり、これは通信過程以外の大学ではヨーロッパ最大である。ロンドン大学は単独の大学として存在するものではなく、カレッジ制でそれぞれ別の大学となっており4つの大きな大学であるキングス・カレッジ・ロンドン、クイーン・メアリー・カレッジ、ロイヤル・ホロウェイ、ユニヴァーシティ・カレッジ・ロンドンと多くのより専門的な機関であるバークベック・カレッジ、コートールド・ギャラリー、ゴールドスミス・カレッジ、ギルドホール音楽演劇学校、インスティチュート・オブ・エデュケーション、ロンドン・ビジネス・スクール、ロンドン大学衛生熱帯医学大学院、王立音楽アカデミー、セントラル・スクール・オブ・スピーチ・アンド・ドラマ、王立獣医学校、東洋アフリカ研究学院が含まれる。ロンドン大学を構成するカレッジにはそれぞれ独自の入学試験制度があり、そのいくつかは独自の学位を授与している。

ロンドン大学以外にも多くの大学がロンドンにはあり、 ブルネル大学、シティ大学ロンドン、インペリアル・カレッジ・ロンドン ,キングストン大学、ロンドン・メトロポリタン大学（学生数3万4,000人でロンドン最大の単科大学）、ロンドンサウスバンク大学、ミドルセックス大学、ロンドン芸術大学、イースト・ロンドン大学、ウェスト・ロンドン大学、ウエストミンスター大学がある。これに加えてセビリア大学やRegent's College、リッチモンド大学など海外の大学がロンドンにある。

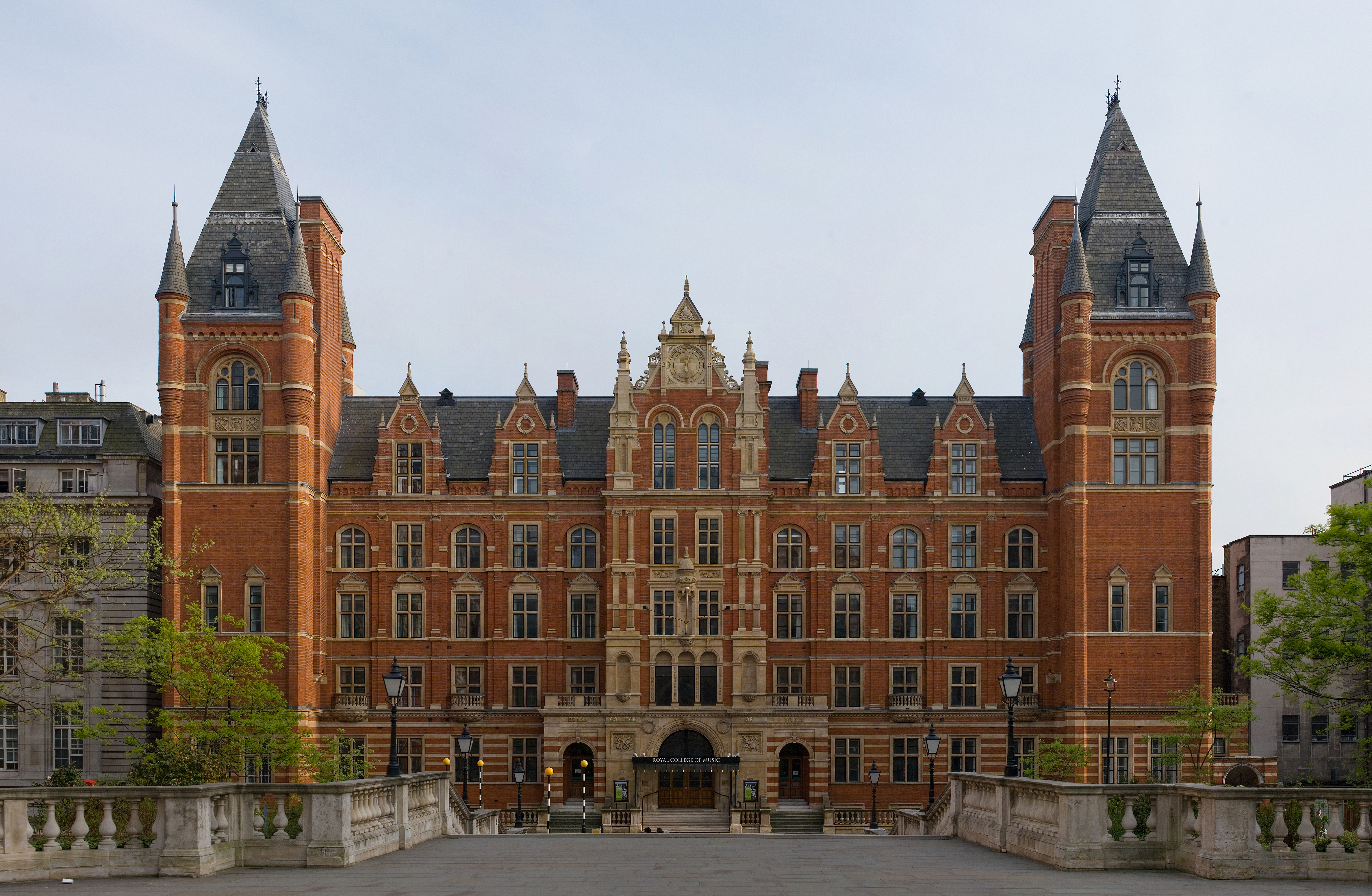
王立音楽大学

ロンドンには5つの有名な医学部がある。クイーン・メリーカレッジに付属するバーツ医科歯科ロンドン校、欧州最大の医学部であるキングスカレッジ医科ロンドン校、インペリアルカレッジ医学部、UCLメディカルスクールで、他にも多くの医療や病院に関連した教育機関がある。また、生物医学研究に関連したイギリスに5つある研究機関のうち3つがロンドンにある。多くのビジネススクールもまたロンドンにはある。

### 公立学校・その他
ロンドンの大半の小学校から中等教育の学校は国立か自治区により管理運営されているが、多くのインデペンデント・スクール（私立学校）や非営利法人のパブリック・スクールがあり、その中にはシティ・オブ・ロンドン・スクール、ハーロー校、セントポール校、ユニバーシティ・カレッジ・スクール、ウェストミンスター校など歴史ある学校やエリート校が含まれる。
英国の教育では将来進む道を早い段階で決めるため、世界唯一のアート＆デザイン専科寄宿制（ボーディングスクール）インターナショナルスクールロンドン国際芸術高校（ISCA）など特定分野に特科した学校も多く存在する。

## 文化

### アクセント
ロンドンのアクセントはずっと以前からコックニーと呼ばれるもので、サウス・イースト・イングランドの方言と多くの点で似通っている。21世紀のロンドナーのアクセントは多くが異なったものとなり、30代以下を含めより共通になっている。一方、コックニーと容認発音、すべての民族アクセントの配列、特にカリビアン系が融合し多文化的なロンドン英語を形作っている。

### レジャー・エンターテイメント

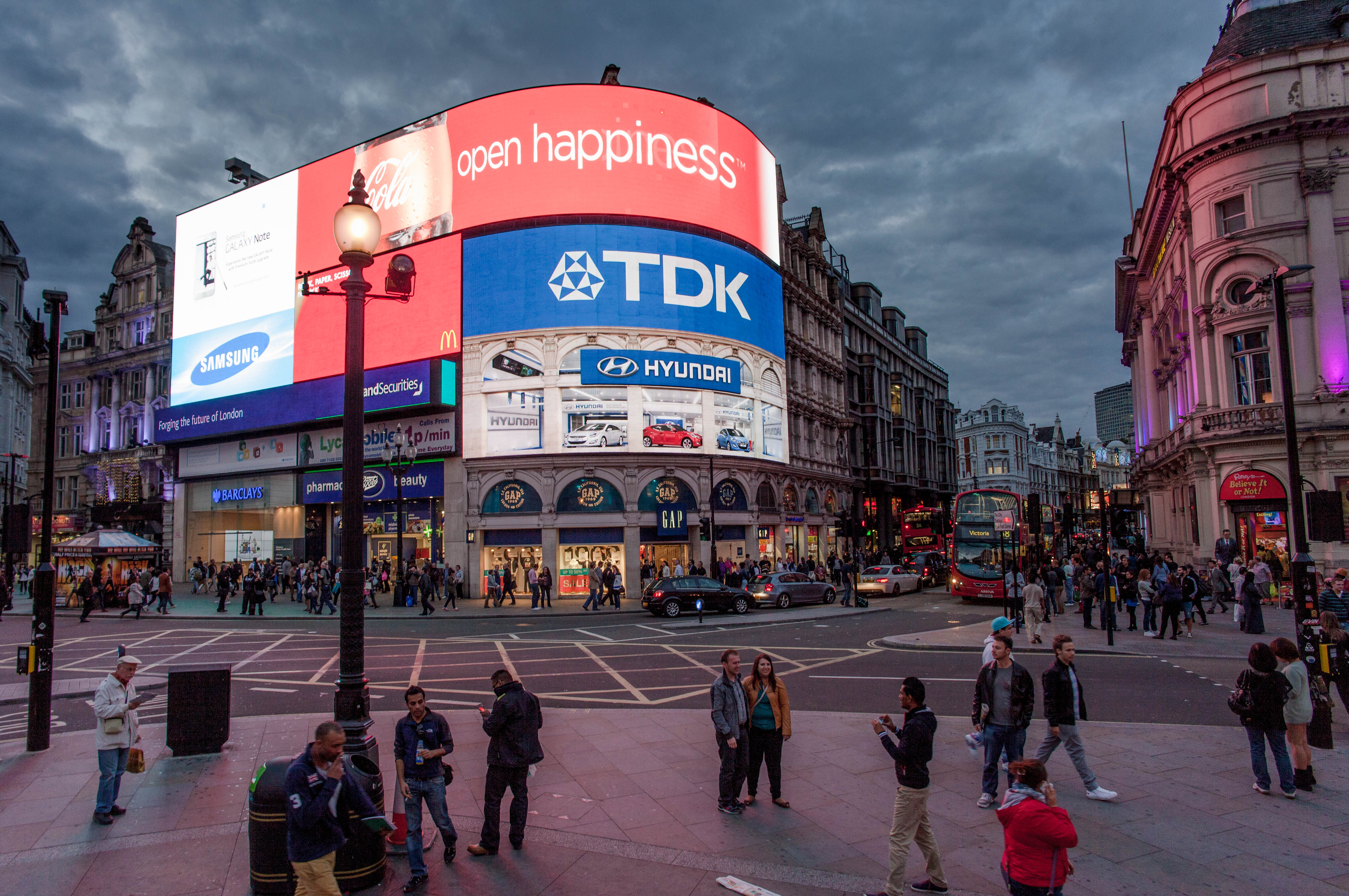
ピカデリーサーカス

シティ・オブ・ウエストミンスターのウエスト・エンド地区にあるレスター・スクウェア周辺は劇場や初演が行われる映画館が集中しピカデリーサーカスや巨大な電照広告がある。ロンドンの劇場が集中する地区であり、多くの映画館やバーやナイトクラブ、レストラン、ソーホーの中華街、東側にはロイヤル・オペラ・ハウスがある他、様々な専門店がある。ロイヤル・バレエ団、イングリッシュ・ナショナル・バレエ団、イングリッシュ・ナショナル・オペラはロンドンを拠点とし、ロイヤル・オペラ・ハウスやコロシアム劇場、ロイヤル・アルバート・ホールで公演を行い同様に地方公演も行っている。

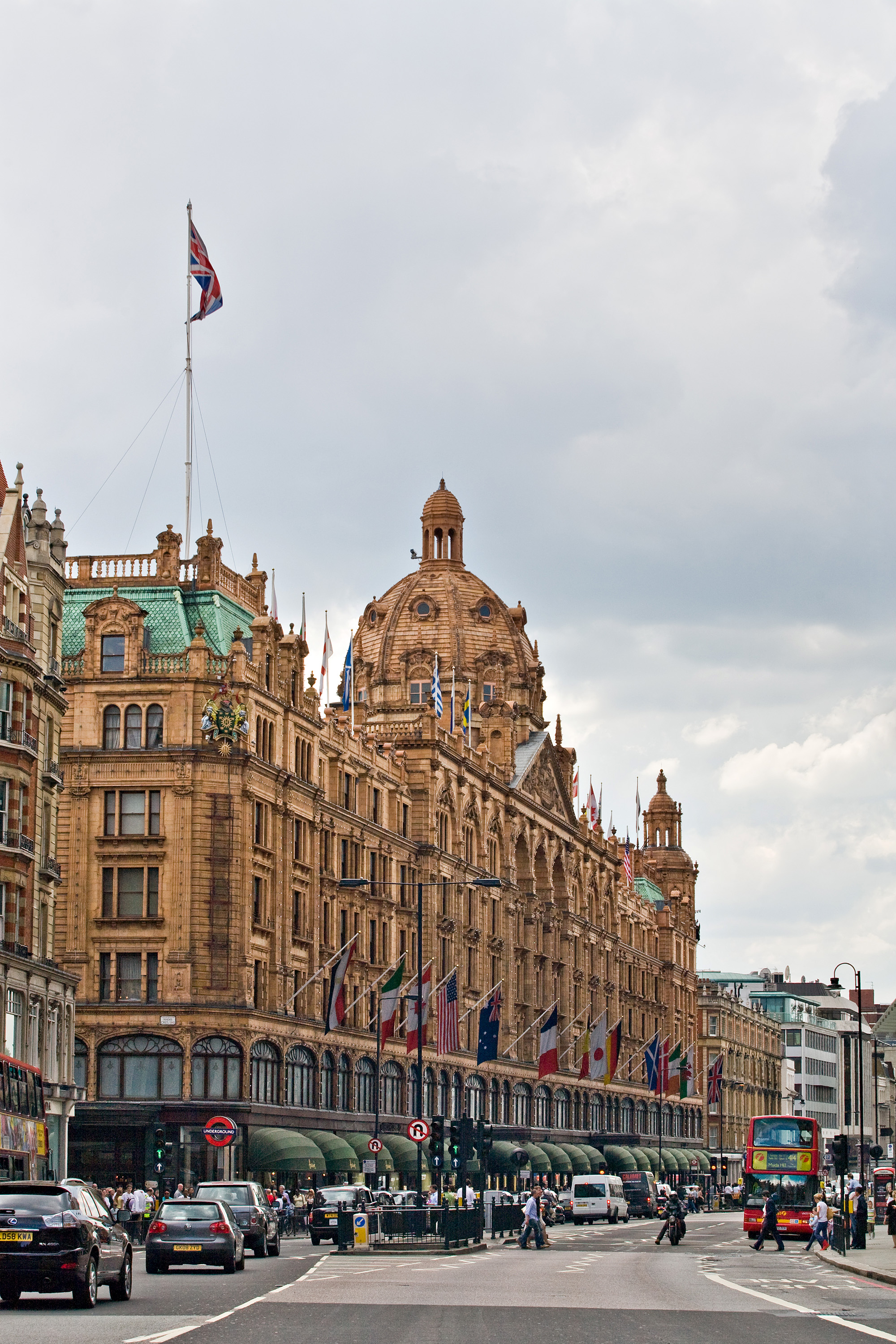
ナイツブリッジのハロッズ

イズリントン は1マイル (1.6 km) のアッパーストリートでエンジェルから北方向に延びている。イギリスのいずれの通りよりもより多くのバーやレストランが林立する。ヨーロッパで最も賑やかなショッピングエリアであるオックスフォード・ストリートは 1マイル (1.6 km) の長さでイギリスでは最長のショッピングストリートである。オックスフォードストリートには数多くの店舗やデパートがあり、世界的に有名なセルフリッジズの旗艦店がある。ナイツブリッジには同様に有名なハロッズがある。
ロンドンはヴィヴィアン・ウエストウッドやジョン・ガリアーノ、ステラ・マッカートニー、マノロ・ブラニクなど多くのデザイナーが拠点を置いている。ファッションスクールの国際的な中心としてパリやミラノ、ニューヨークなどと並び評判が高い。
ロンドンは多くの民族的な多様性から料理の幅がかなり広い。バングラデシュレストランはブリックレーンに集まっており、中華料理店はソーホーのチャイナタウンに集まっている。これ以外にもインド料理などが知られている。
ロンドンでは多くのイベントも年間を通し行われ、ニューイヤーズデイパレードが行われ、花火大会がロンドン・アイで行われる。この祭典は世界で2番目に大規模なストリートパーティーである。ノッティングヒルカーニバルが毎年8月のバンクホリデーに開催される。11月に開催されるロード・メイヤーズ・ショーでは、パレードも含まれ、数世紀にわたる伝統的な行事で、毎年選ばれる新しいロンドン市長が参加し、シティ周辺の通りでは行列が見られる。6月には女王の誕生日を祝うために、イギリスと英連邦の軍によりトゥルーピングザカラーが行われる。

### 文学・映画・テレビ
ロンドンは多くの文学の舞台になってきた。ロンドンの文学の中心は古くから丘がちなハムプテッドやブルームズベリー（20世紀初期から）である。街に密接に関連した作家には詳細な日記を付けていたサミュエル・ピープスでロンドン大火など目撃したことを詳述している。チャールズ・ディケンズは霧や雪、ロンドンの通りの掃除人やスリなどの汚れを表現しヴィクトリア朝初期のロンドンの人々の視覚に影響を与えた。ヴァージニア・ウルフは20世紀のモダニズム文学で最も重要な人物の一人と見なされている。
ジェフリー・チョーサーは14世紀後半の『カンタベリー物語』で、ロンドンのサザークからカンタベリー大聖堂までの巡礼の道程を描いている。ウィリアム・シェイクスピアは人生や創作の大部分をロンドンで過ごしている。詩人のベン・ジョンソンもロンドンを拠点にし、『錬金術師』 (en) はロンドンで作られた。1722年にダニエル・デフォーの『ペスト』は1665年のロンドンの大疫病を小説化したものである。 後にロンドンを表現した重要なものは19世紀から20世紀初期にかけてのチャールズ・ディケンズの小説やアーサー・コナン・ドイルの『シャーロック・ホームズ』シリーズである。
ロンドンを舞台にした映画には『オリヴァ・ツイスト』（1948年）、『ピーター・パン』（1953年）、『マダムと泥棒』（1955年）、『101匹わんちゃん』（1961年）、『メリー・ポピンズ』（1964年）、『欲望』（1966年）、『ロング・グッド・フライデー』（1980年）、『秘密と嘘』（1996年）、『ノッティングヒルの恋人』（1999年）、『マッチポイント』（2005年）、『Vフォー・ヴェンデッタ』（2005年）、『スウィーニー・トッド』（2008年）、『ナイト ミュージアム/エジプト王の秘密』（2014年）がある。連続テレビドラマには『イーストエンダーズ』などがあり、最初にBBCで放送されたのは1985年のことである。ロンドンは特に映画撮影において重要な役割を果たし、有名なスタジオであるイーリング・スタジオがあり、ソーホーはSFXやポストプロダクションのコミュニティセンターである。ワーキング・タイトル・フィルムズはロンドンに拠点を置いている。

### 博物館・美術館

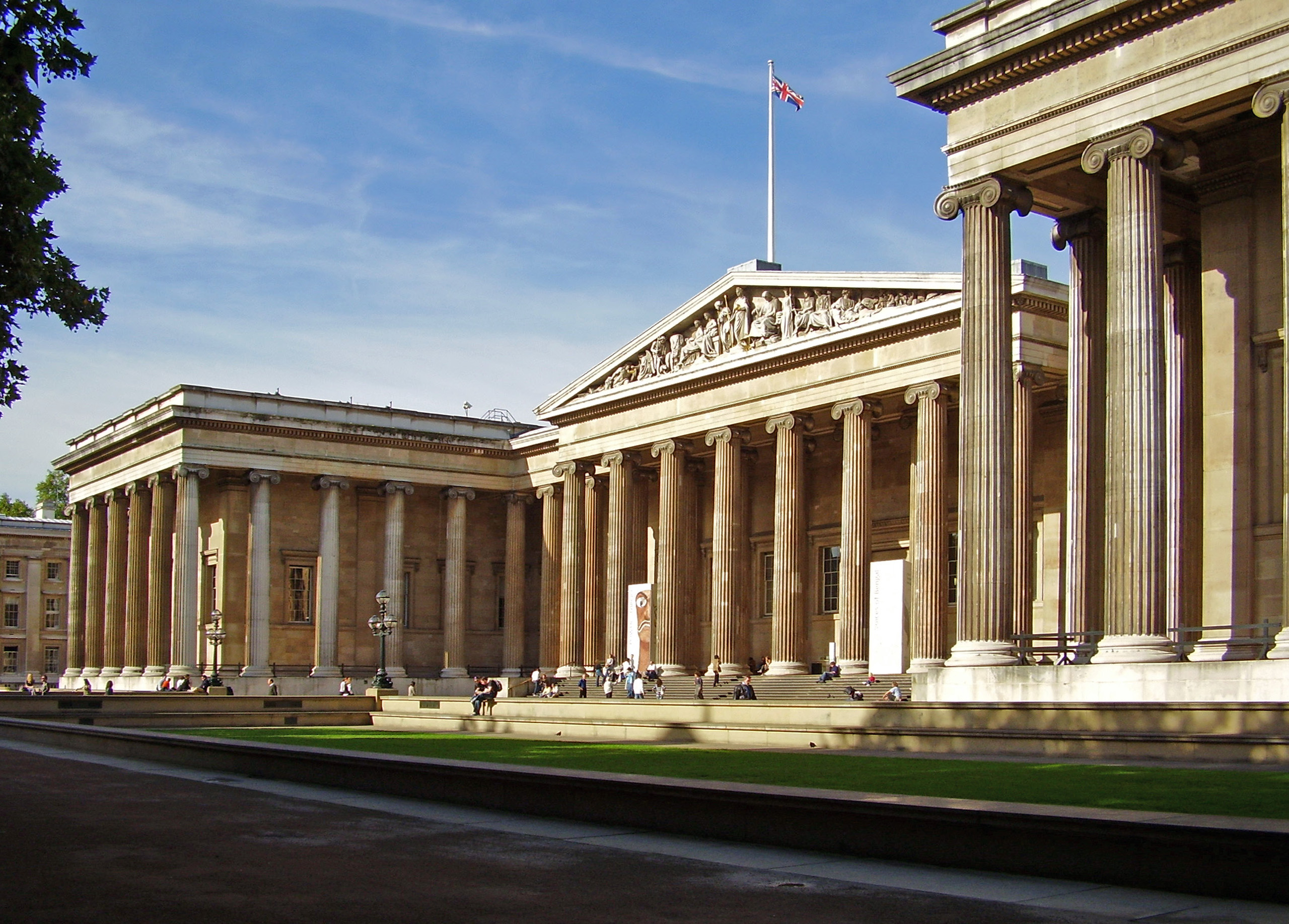
大英博物館

ロンドンには数多くの博物館や美術館を含め様々な施設があり、その多くが入場料が無料でメジャーな観光地となっており調査でも役割を果たしている。最初に設立されたのは1753年にブルームズベリーにある大英博物館である。元からある収蔵品には古代の遺物や自然史の見本で国立図書館もあった。現在、博物館は700万点を収蔵している。1824年にナショナルギャラリーが設立されイギリスの西洋絵画のコレクションが収蔵されトラファルガー広場に位置している。19世紀後半、サウスケンジントンに文化施設が集まったアルバートポリスが開発され、文化や科学の地区となった。ロンドンにはヴィクトリア&アルバート博物館、ロンドン自然史博物館、サイエンス・ミュージアムの3つの主要な国立博物館がある。国立美術館のテート・ブリテンは元はナショナルギャラリーの別館として1897年に設立された。2000年にバンクサイド発電所の跡地にテート・モダンが開館している。

### 音楽

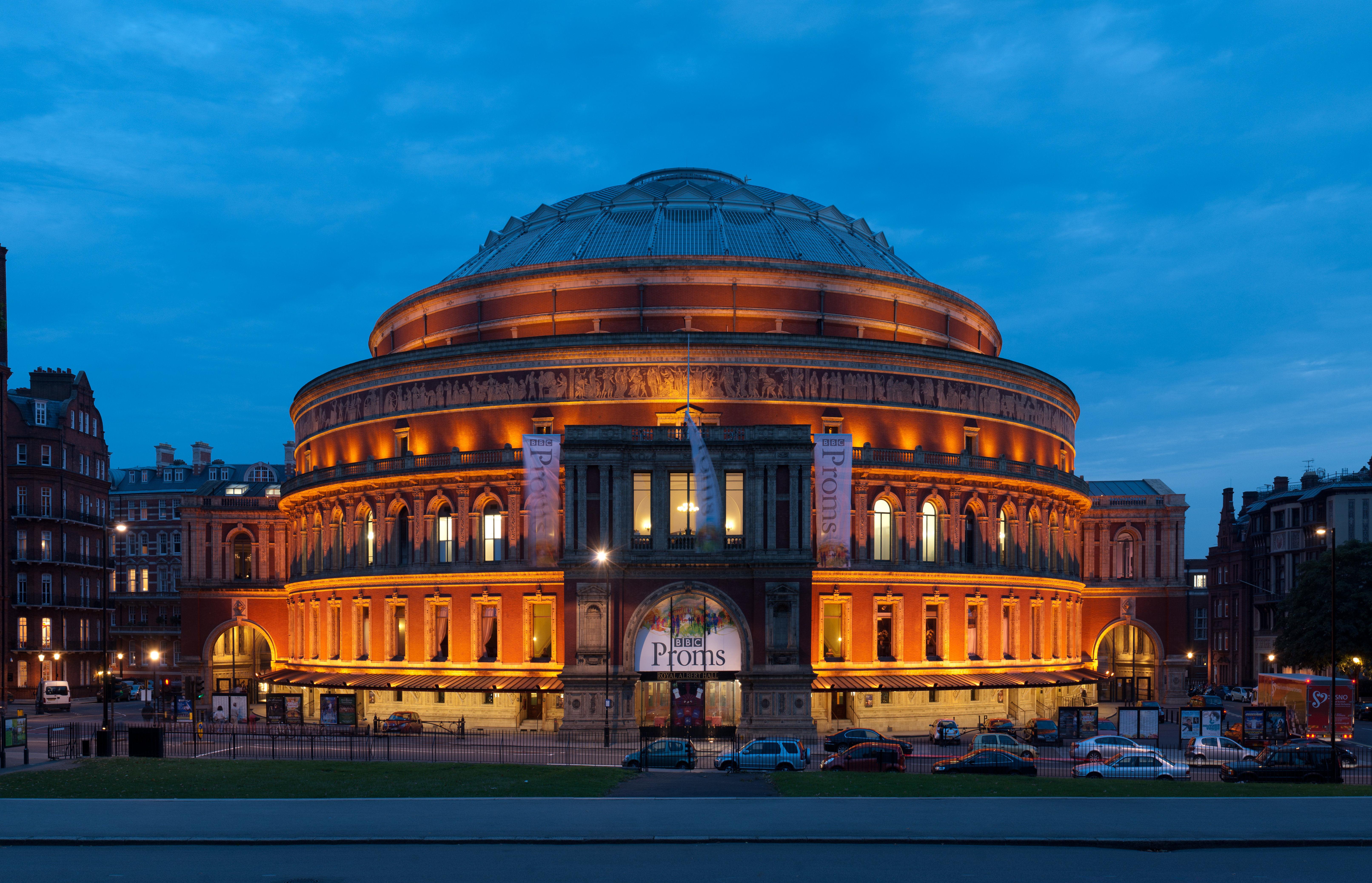
ロイヤル・アルバート・ホール

ロンドンはクラシック音楽やポピュラー音楽の中心であり、世界的な大手であるEMIなどのレコード会社や無数のバンド、ミュージシャン、音楽産業のプロが居る。ロンドンには多くのオーケストラやコンサートホールがあり、バービカン・センター（ロンドン交響楽団の拠点）、カドガンホール（ロイヤル・フィルハーモニー管弦楽団）、ロイヤル・アルバート・ホール（BBCプロムス）は良く知られている。ロンドンにはロイヤル・オペラ・ハウスとコロシアム劇場の二つのオペラハウスがある。ロイヤル・アルバート・ホールではイギリスで最大のパイプオルガンを見つけることができる。他に重要な楽器は大聖堂や大きな教会で見つけることができる。王立音楽アカデミーや王立音楽大学、ギルドホール音楽演劇学校、トリニティ音楽カレッジなどの音楽学校も立地する。

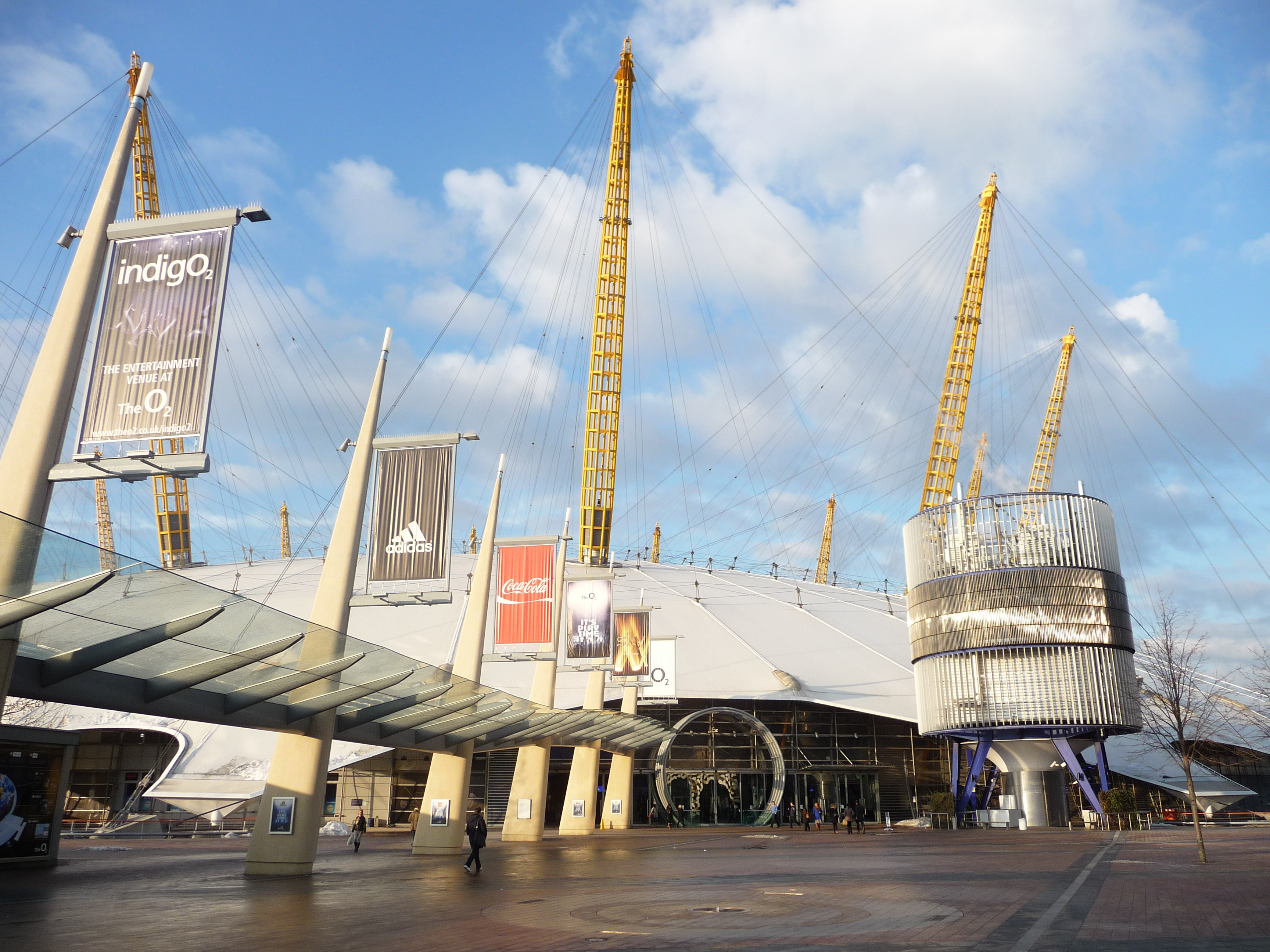
O2アリーナ

ロンドンにはロックやポップ音楽のコンサート会場が多くあり大規模ものではアールズ・コート・エキシビション・センター、ウェンブリー・アリーナ、O2アリーナがあり、中規模な会場も同様に多くありブリクストン・アカデミー、ハマースミス・アポロ、シェパーズ・ブッシュ・エンパイアなどがある。いくつかの音楽祭も開催され、その中にはワイヤレス・フェスティバルはロンドンで行われている。ロンドンには最初のオリジナルのハードロックカフェや、ビートルズがレコーディングし多くのヒット曲を出したアビー・ロード・スタジオがある。1960年代から1980年代にかけてのミュージシャンやグループには、エルトン・ジョン、デヴィッド・ボウイ、クイーン、エルヴィス・コステロ、キャット・スティーヴンス、イアン・デューリー、キンクス、ローリング・ストーンズ、ザ・フー、エレクトリック・ライト・オーケストラ、マッドネス、ザ・ジャム、スモール・フェイセス、レッド・ツェッペリン、アイアン・メイデン、フリートウッド・マック、ポリス、ザ・キュアー、スクイーズ、シャーデーなどがおり、これらが世界的な流れとなって、ロンドンの通りや振動するリズムからサウンドを得ている。
ロンドンはパンク・ロック発展の地となり、セックス・ピストルズやザ・クラッシュ、ヴィヴィアン・ウエストウッドらがロンドンを拠点としていた。1980年代以降のロンドン出身のミュージシャンには、バナナラマやワム!、エスケイプ・クラブ、ブッシュ、イースト17、スージー・アンド・ザ・バンシーズ、スパイス・ガールズ、ジャミロクワイ、ザ・リバティーンズ、ベイビーシャンブルズ、ブロック・パーティ、エイミー・ワインハウス、アデル、コールドプレイ、ジョージ・マイケルが含まれている。
ロンドンはまたアーバン・ミュージックの中心である。とりわけUKガラージ、ドラムンベース、ダブステップ、グライムといったジャンルについては、地元のドラムンベースに加えて、海外のヒップホップやレゲエといったジャンルから、この街で進化したものである。BBC 1Xtraはブラック・ミュージックの放送局で、イギリスでのアバーン・ミュージックの発展をサポートしている。

## スポーツ

### 国際大会

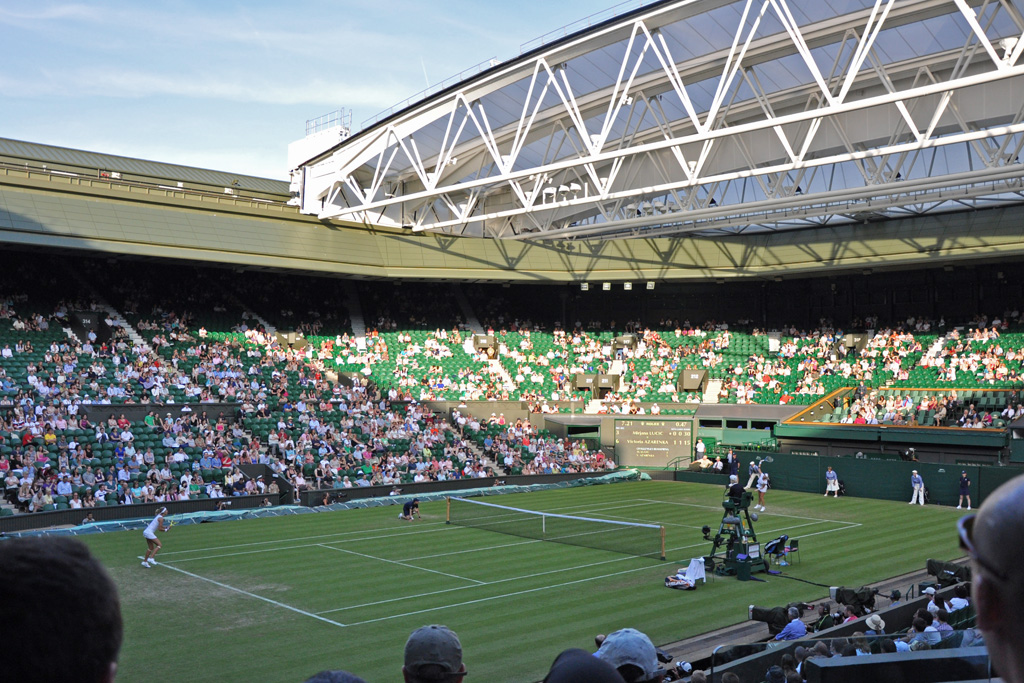
2010年ウィンブルドン選手権のセンターコート

ロンドンでは、夏季オリンピックが1908年大会、1948年大会、2012年大会の3度開催されている。2005年7月に、2012年の夏季オリンピック・パラリンピックの開催都市に選出され、「一つの都市では史上初」となる3度目の夏季オリンピック開催都市となった。
また、1934年のコモンウェルスゲームズの開催都市でもあった。さらに2017年には世界陸上が開催されている。

### サッカー

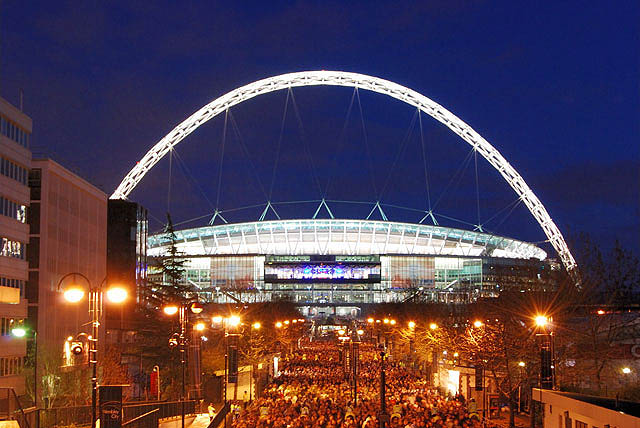
サッカーの聖地であるウェンブリー・スタジアム

ロンドンで圧倒的にポピュラーなスポーツはサッカーであり、40チーム以上のフットボールリーグのクラブチームがあり、アーセナルFC、チェルシーFC、トッテナム・ホットスパーFC、ウェストハム・ユナイテッドFC、クリスタル・パレスFC、フラムFCなど6つのプレミアリーグのクラブが含まれる。さらに著名なダービーマッチも複数存在しており、ビッグロンドン・ダービーを筆頭に、ノース・ロンドン・ダービーやウェスト・ロンドン・ダービー等が挙げられる。
1924年から元のウェンブリー・スタジアムはサッカーイングランド代表の本拠地であり、FAカップの決勝や他競技ではラグビーリーグのチャレンジカップなどが行われてきた。
21世紀に入って建てられた新しいウェンブリー・スタジアムは、前にあったスタジアム同様の目的で収容人員は9万人である。

### クリケット

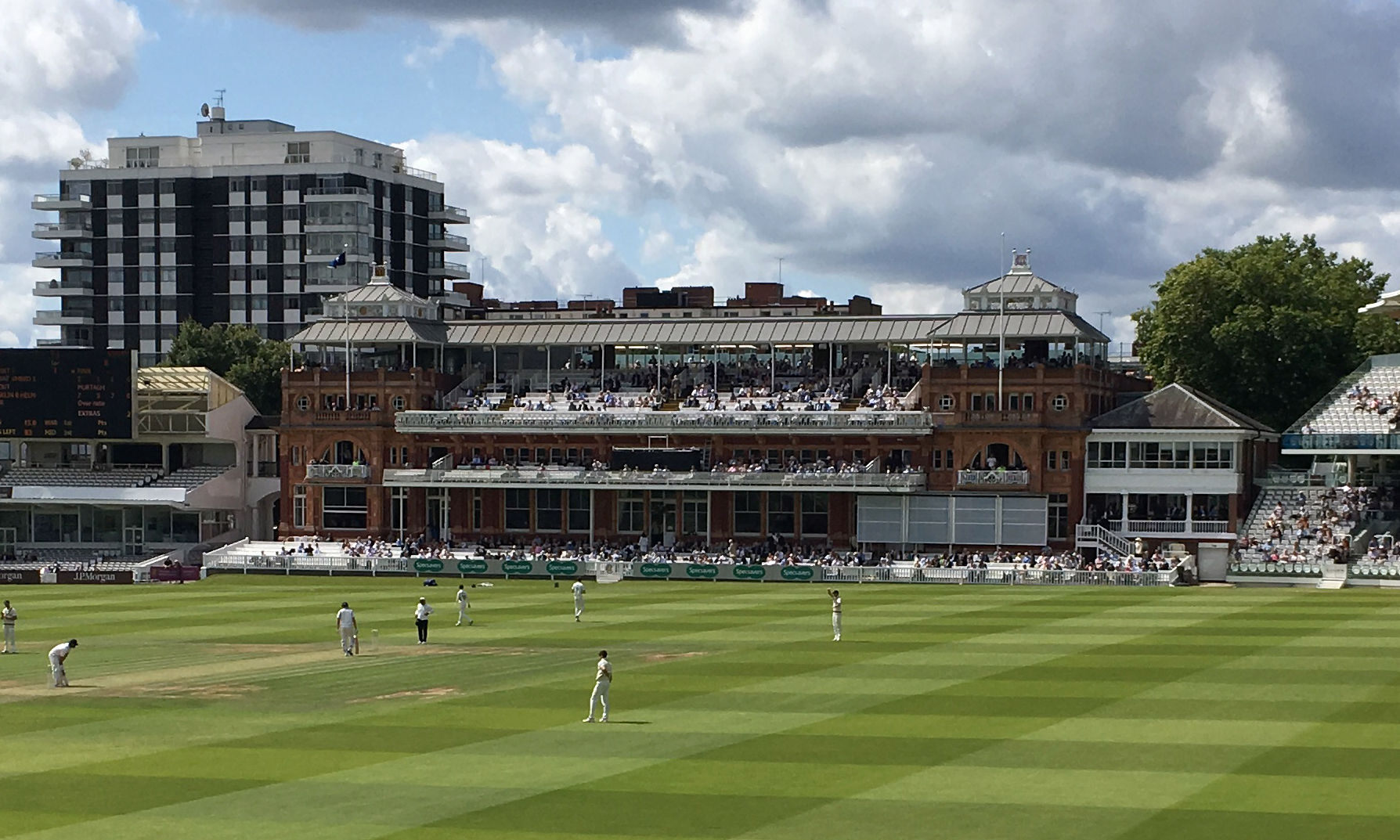
クリケットの聖地であるローズ・クリケット・グラウンド

クリケットはロンドンで非常に人気が高いスポーツである。テスト・クリケットで使用されるスタジアムはシティ・オブ・ウェストミンスターのローズ・クリケット・グラウンドとランベス区のジ・オーバルがある。ローズ・クリケット・グラウンドはミドルセックス・カウンティ・クリケット・クラブの本拠地であり、その歴史的重要性から「クリケットの聖地」と言われる。このスタジアムではクリケット・ワールドカップの決勝戦が史上最多の5度開催されている他、名門パブリックスクール同士のイートン・カレッジとハロウスクールの伝統の試合も200年以上行われている。ジ・オーバルはサリー・カウンティ・クリケット・クラブの本拠地であり、1880年に初めて国際試合のテスト・クリケットが行われた。このスタジアムはサッカーにとっても重要な場所であり、イングランド初の国際試合のスコットランド戦やFAカップ決勝戦も行われていた。2003年に従来のクリケットとは異なり2、3時間程度で試合が終了するトゥエンティ20（T20）形式が導入された。この試合形式のT20ワールドカップが2009年にイングランドで開催され、決勝戦はローズ・クリケット・グラウンドで行われた。

### その他の競技
ロンドンには4つのラグビーユニオンのトップリーグであるプレミアシップのクラブチームロンドン・アイリッシュ、サラセンズ、ロンドン・ワスプス、ハーレクインズがあるが実際に現在ロンドンでプレーしているのはハーレクインズのみで、残りの3チームはグレーター・ロンドンの域外でプレーしている。サラセンズはM25の域内で今もプレーしている。他に2部RFUチャンピオンシップのクラブチームであるロンドン・スコティッシュFCがありホームマッチを行っている。他のロンドンのラグビーユニオンの伝統的なクラブチームにはリッチモンドFC、ロズリンパークFC、ウエストコンブパークRFC、ブラックヒースFC、ロンドン・ウェルシュRFCがある。ロンドンには現在、3つのプロのラグビーリーグのクラブチームがある。ロンドン・ブロンコズは2020年シーズンはRFLチャンピオンシップでプレーし、ロンドン北部のハーリンゲイ・ロンドン特別区を拠点とするロンドン・スコーラーズは現在リーグ1でプレーする。トゥイッケナム・スタジアムはロンドン南西部にあり、ラグビー専用競技場で収容人員は8万4,000人を擁し現在新しいサウススタンドが完成している。
ロンドンでもっとも世界的に知られたスポーツイベントにはロンドン南西部のマートンのウィンブルドンにあるオールイングランド・ローンテニス・アンド・クローケー・クラブで毎年行われるウィンブルドン選手権である。他の大きなイベントには春にロンドンマラソンがあり、3万5,000人のランナーがシティ周辺の26.2マイル（42.2km）のコースを走る。陸上競技では夏にIAAFダイヤモンドリーグ・ロンドングランプリが開催される。またザ・ボート・レースがテムズ川のパットニーとモルトレークの間で行われる。

## 対外関係

### 姉妹都市・提携都市
6大陸、46の場所にロンドンに因んだ名称の場所がある。ロンドンの特別区は独自に世界の地域と姉妹都市の関係を結んでいる。グレーター・ロンドン・オーソリティーが結んでいる姉妹都市は以下の通り。
- ボゴタ（コロンビア）
- ラパス（ボリビア）
- ベルリン（ドイツ）[267]
- デリー（インド）[268]
- ヨハネスブルグ（南アフリカ）[269]
- クアラルンプール（マレーシア）
- クウェート市（クウェート）
- モスクワ（ロシア）[267]
- ニューヨーク（アメリカ合衆国）[270]
- 上海（中国）[271]
- テヘラン（イラン）
- 北京（中国）[272]
- ムンバイ（インド）
- パリ（フランス）[273]
- 東京（日本）
- ザグレブ（クロアチア）
- サンティアゴ（チリ）

以下の都市はロンドンと友好都市の関係を結んでいる。
- アルジェ（アルジェリア）
- バクー（アゼルバイジャン）
- ブカレスト（ルーマニア）
- ブエノスアイレス（アルゼンチン）
- ダッカ（バングラデシュ）[274]
- イスタンブール（トルコ）
- ロサンゼルス（アメリカ合衆国）[275]
- ポドゴリツァ（モンテネグロ）
- ローマ（イタリア）
- ソフィア（ブルガリア）